# Trix
TRIX ist die Marke, unter der die Firma Märklin ihre Gleichstrom-Modellbahnen der Spurweiten H0 und N vertreibt. Bis 1997 war das Unternehmen TRIX Modelleisenbahn GmbH & Co. KG mit Sitz in Nürnberg ein Hersteller von Spielwaren, vorrangig Modelleisenbahnen im Maßstab 1:87, H0 (TRIX Express, später auch TRIX International) und im Maßstab 1:160, Spur N (Minitrix). Zur ehemaligen Produktpalette zählen auch Metallbaukästen, Morseapparate, Tonbandgeräte, Radioempfänger und eine Slot-Car-Bahn.

## Unternehmensgeschichte

### Die Vorgeschichte von 1838 bis 1932
Als Vorgängerunternehmen können die im Jahr 1838 in Fürth gegründete Zinnfigurenfabrik von Johann Haffner und die im Jahr 1899 entstandene Metallspielwarenfabrik von Andreas Förtner angesehen werden. Nach dem Tod von Förtner im Februar 1922 wurden die beiden Betriebe im April 1923 unter dem Namen “Vereinigte Spielwarenfabriken Andreas Förtner und J. Haffner’s Nachfolger Aktiengesellschaft Nürnberg” zusammengeführt, Geschäftsführer war Max Erlanger.
Im Oktober 1928 wurde das Unternehmen in eine GmbH umgewandelt und von Stephan Bing, Herrmann Oppenheim und Siegfried Kahn übernommen. Mit ihnen kamen weitere bewährte Mitarbeiter der Bing Werke AG und begannen, Ideen und Konzepte für neue Spielwaren zu entwickeln.
Der Markenname TRIX taucht 1931 mit den ersten TRIX-Metallbaukästen auf. Die Experten streiten sich nach wie vor, wie der Name TRIX entstanden ist. Hartnäckig hält sich das Gerücht, dass der Name der Lieblings-Zigarren des Entwicklungsingenieurs Siegfried Kahn ausschlaggebend war. Für den Metallbaukasten wurde ein spezielles Drei-Loch-System entwickelt, sehr viel wahrscheinlicher ist daher, dass dieses System der Namensgeber war (deutsch: dreifach / engl. / lat.: triplex / Kurzform: trix).

### Konzeption und Entwicklung der TRIX-Express-Bahn 1932 bis 1935
In Zusammenarbeit mit dem ehemaligen Bing-Geschäftsführer Stephan Bing, Siegfried Kahn und anderen ehemaligen Mitarbeitern des 1932 Konkurs gegangenen und liquidierten Unternehmens Bing wurde ab 1932 die TRIX Express Modelleisenbahn entwickelt und 1934 mit der Produktion begonnen.
Die TRIX-Express-Bahn kann als Weiterentwicklung der ab 1922 von Bing produzierten „Tischeisenbahn“ angesehen werden, denn viele Details verraten deren Herkunft. Die Bing-Tischeisenbahn hatte bereits eine Spurweite von 16,0 mm und zunächst Uhrwerks-Lokomotiven, später auch elektrische Lokomotiven, die auf Geleisen mit einer elektrisch isolierten Mittelschiene fuhren.
Die TRIX-Express-Bahn übernahm die Gleisgeometrie der Bing-Tischbahn. Das Gleis erhielt aber einen Bakelitgleiskörper und drei isolierte Blechschienen, dadurch war ein unabhängiger Zweizugbetrieb möglich. Die Wagen wurden aus lithographierten und ausgestanzten Blechen montiert. Die Lokomotiven bekamen erstmals schwere, aus Zinkdruckguss gespritzte Gehäuse (zur Verbesserung der Zugkraft) und fernsteuerbare Fahrtrichtungsumschalter.

### Die Markteinführung von TRIX Express 1935 bis 1941

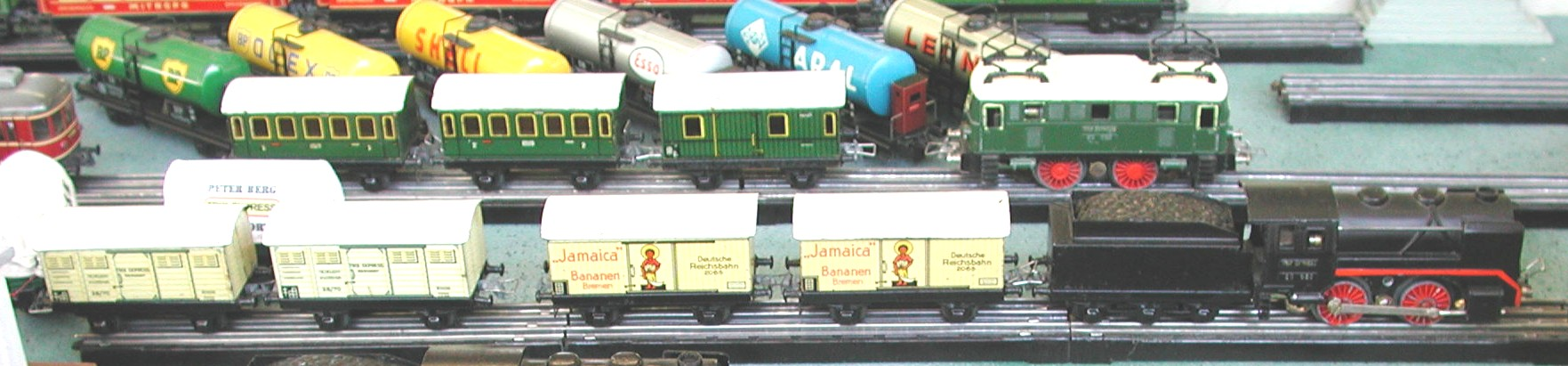
Zwei TRIX-Express-Züge auf Bakelit-Gleisen – Wechselstrom-Epoche ca. 1936/37

Im März 1935 wurde TRIX Express im Messehaus Petershof auf der Leipziger Frühjahrsmesse, damals noch in der sogenannten Spur 00, der Öffentlichkeit vorgestellt. TRIX Express hatte von Anfang an ein Dreischienen-Dreileiter-Gleis auf Bakelitkörper und ermöglichte damit einen Zweizugbetrieb auf einem Gleis. Der Konkurrent Märklin konnte Serienmodelle der eigenen damaligen Spur-00-Modelleisenbahn erst zur Leipziger Herbstmesse 1935 vorstellen, obwohl bei der Frühjahrsmesse schon einige Handmuster von verschiedenen Modellen gezeigt wurden. Trix Express verwendete anfänglich ein Gleissystem mit einer Modellspurweite von 16,0 mm. Dies basierte im Wesentlichen auf dem von Bassett-Lowke noch für das Weihnachtsgeschäft 1922 auf den Markt gebrachten Gleissystem des Modelleisenbahnherstellers Bing für eine Modelleisenbahn in halber Größe der Spur 0 und nicht wie Märklin mit einer Modellspurweite von 16,5 mm, die später zum Standard bei den Modelleisenbahnen der Spur 00 und Spur H0 wurde. Die erste TRIX-Express-Lok 20/51 mit Vollscheibenrädern aus dem Jahr 1935 ist heute ein gesuchtes Sammelobjekt. 

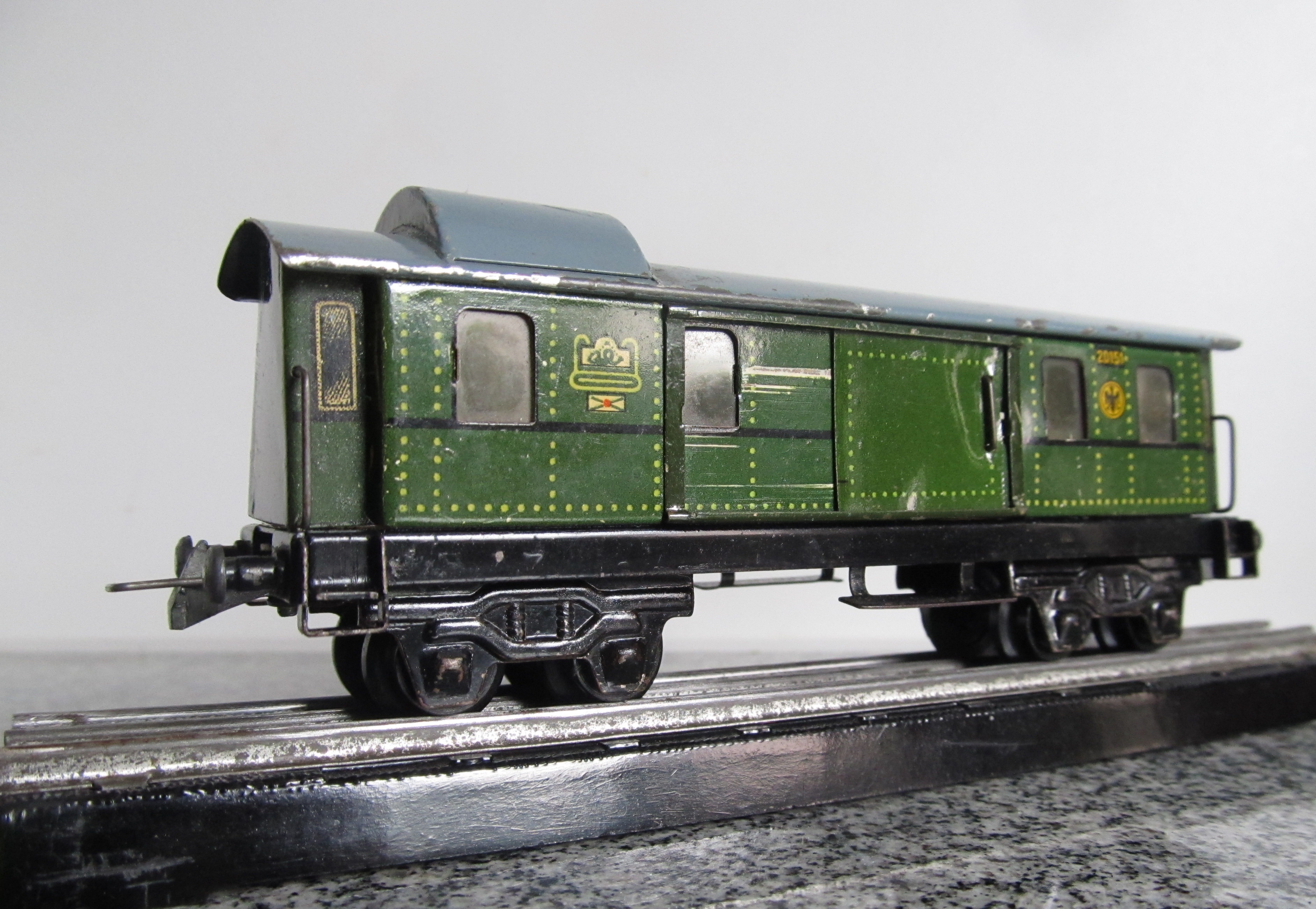
Vierachsiger Gepäckwagen (um 1937)

In dieser Epoche waren umgangssprachlich als Gleichstrommotoren (Permanentmagnetmotor) bezeichnete Antriebsmotoren bei Modellbahnen noch nicht üblich. Entweder fuhr man mit Uhrwerk-Antrieb oder mit einer Wechselspannung von maximal 14 bis 20 Volt die einen Allstrommotor speiste. Die TRIX-Express-Lokomotiven wurden zunächst mit 14 V Wechselspannung betrieben, die Stromversorgung erfolgte über Wechselstrom-Transformatoren oder Gleichstrom-Umformer. In den Lokomotiven wurden Allstrommotoren verwendet, bei denen ein Richtungswechsel nur durch eine zusätzliche Einrichtung möglich ist. Bei TRIX Express wurde die Fahrrichtungsumschaltung realisiert, indem nach einem kurzen Spannungsabfall mit der vollen Betriebsspannung von 14 V über eine Schaltklinke und ein Schaltrad eine Schaltwalze weitergedreht wurde. Märklin setzte die Fahrtrichtungsumschaltung später mit einem Überspannungsstoß von 24 V um. Anfangs wurde die Lichtspannung von 220 V oder 110 V sogar direkt – ohne Transformator – in die Spielzeugeisenbahn eingespeist und mit Hilfe von Lampenwiderständen (Kohlefadenglühlampen) auf die Betriebsspannung von rund 60 V reduziert. Aus Sicherheitsgründen wurde dies 1927 aufgrund einer verschärften VDE-Vorschrift aufgegeben. 
Die Nachfrage nach der neuen TRIX-Modellbahn war unerwartet hoch. Bis zur kriegsbedingten Produktionseinstellung 1941 boomte der Verkauf. TRIX konnte in wenigen Jahren zahlreiche Neuerungen für die Spur 00 entwickeln:
- Zur Leipziger Herbstmesse 1937 wurde als besonderer Meilenstein die TRIX-Express-Modellserie vorgestellt. Hierzu gehörten unter anderem als Nachbildung der Reichsbahn-Baureihe 01 die erste maßstäbliche große Schnellzuglokomotive 20/57 mit der realen Achsfolge 2' C 1' (bislang wurden die Lokomotiven mit reduzierter Achszahl vereinfacht und verkürzt gebaut), lange Schnellzugwagen mit unterschiedlicher Fenster- und Dachgestaltung sowie ein zweiteiliger Dieseltriebwagen 20/58 mit fahrtrichtungsabhängigem Lichtwechsel. Im gleichen Jahr erschien erstmals das erfolgreiche 1:90 - Handbuch des TRIX-Eisenbahnbetriebs, das von Ernst Ganzer geschrieben wurde und bis 1969 in 21 Auflagen erschien.[4]

- Im Jahr 1938 erhielt die große Schnellzuglokomotive 20/59 eine fernsteuerbare Entkupplungsvorrichtung (TRIX-Automatic-Kupplung), mit der an jeder beliebigen Stelle am Tender angehängte Wagen auf der Anlage entkuppelt werden konnten. Gleichzeitig wurde das fernsteuerbare Entkupplungsgleis TE 20/12 vorgestellt.

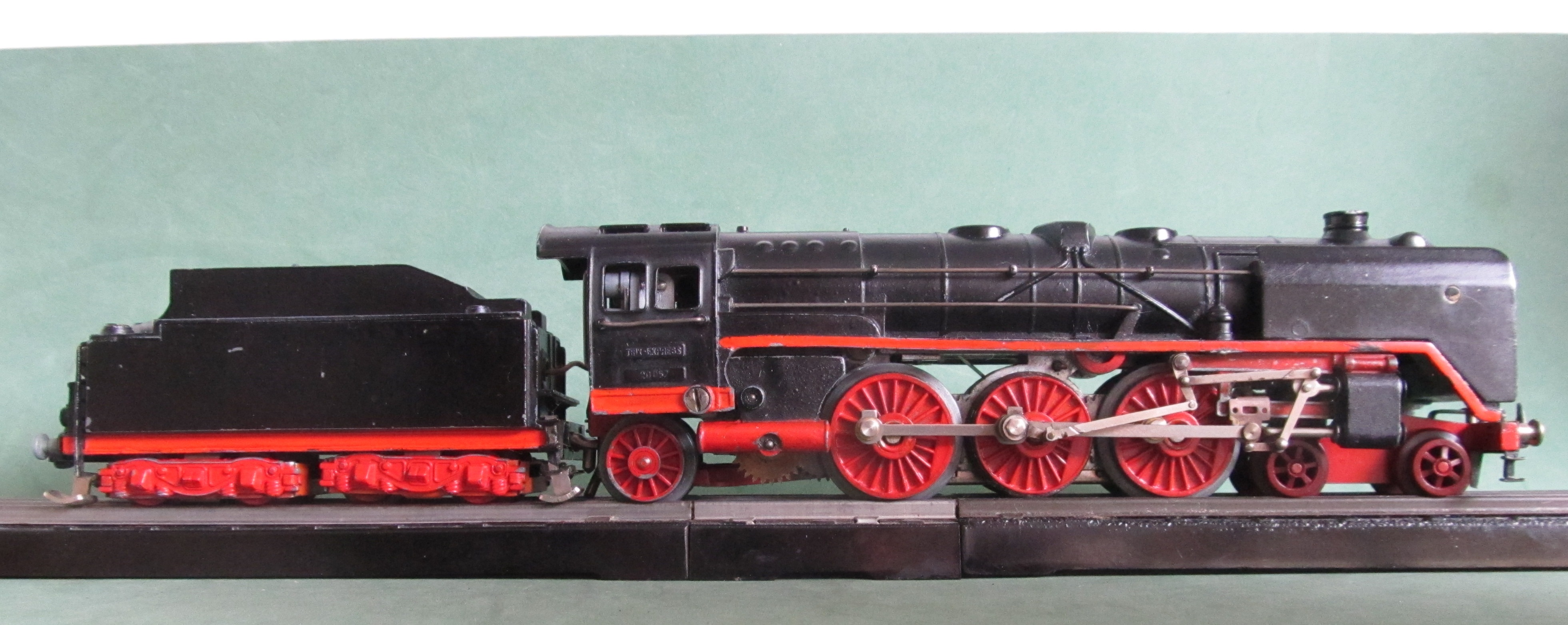
Trix Express 20/59 Automatic (Wechselstrom) auf Bakelitgleis

- 1939 folgten dann automatische Standard-Kupplungen an allen Loks und Wagen. Im selben Jahr wurden auch elektrische Signale und Schalter mit Zugbeeinflussung auf den Markt gebracht.
- Als letzte Neuentwicklung vor der kriegsbedingten Zwangspause wurde im Oktober 1940 die Tenderlok 20/56 mit der Super-Automatic (an beiden Enden fernsteuerbare TRIX-Automatic-Entkupplung) und einem besonderen Getriebe herausgebracht[5].

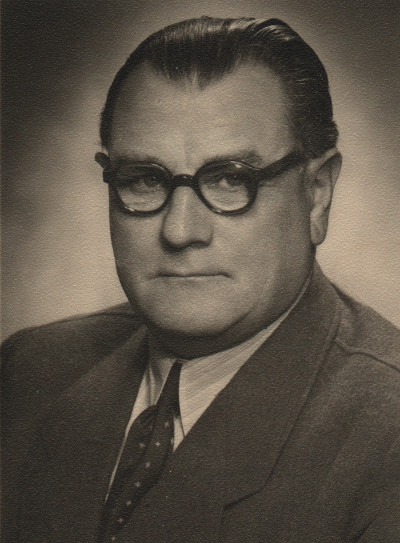
Der Fürther Unternehmer Ernst Voelk (auch Völk)

Die jüdischen Eigentümer Stephan Bing und Siegfried Kahn wurden nach Erlass der Nürnberger Gesetze Opfer der Arisierung: Sie waren im Frühjahr 1938 gezwungen, ihren Anteil am TRIX-Werk zu verkaufen, und emigrierten nach England, wo sie mit Unterstützung von W. J. Bassett-Lowke maßgeblich am Ausbau der englischen Trix-Modelleisenbahn, der Trix Twin Railways (TTR) beteiligt waren. Bis zum Beginn des Zweiten Weltkriegs gab es Handelsbeziehungen zwischen dem deutschen und dem englischen Unternehmen; wichtige Ersatzteile wurden ausgetauscht, und das deutsche TRIX-Werk lieferte Fahrgestelle für die zweiachsigen Loks an TTR. Die Fahrgestelle wurden durch den Schriftzug „Foreign“ als Importware gekennzeichnet. Das deutsche Unternehmen wurde 1938 von Ernst Voelk erworben und firmierte als TRIX Vereinigte Spielwarenfabriken Andreas Förtner und J. Haffner’s Nachf. Durch die Übernahme des Unternehmens durch Ernst Voelk besaß TRIX seit 1938 (bis 1962) auch den traditionsreichen Hersteller von Blechspielzeug Johann Distler.

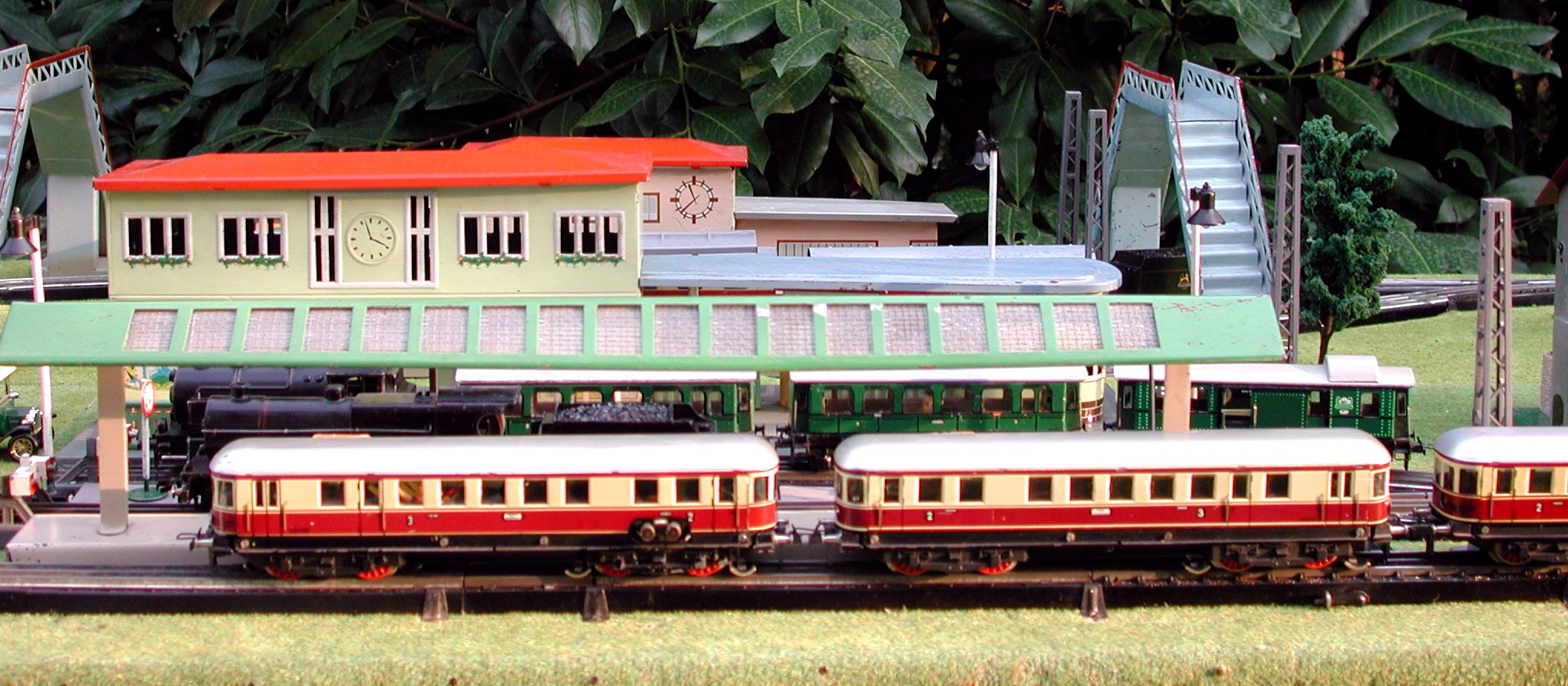
Triebwagen 20/58, Bj. 1937 bis 1955, hier eine Nachkriegsausführung

Für TRIX-Express wurde auch umfangreiches Zubehör sowohl durch TRIX selbst als auch durch andere Unternehmen produziert. Zu den von TRIX vertriebenen Gebäuden zählten z. B. der Bahnhof „Trixstadt“ sowie dazu passend ein überdachter Bahnsteig, ein Güterschuppen und ein Lokschuppen. Ein Jahr später wurde der große Bahnhof „Trixburg“ mit großer Bahnsteighalle herausgebracht. Alle Gebäude waren aus Holz gefertigt und sind heute bei Sammlern sehr gefragt. Es wird allerdings angenommen, dass die Holzgebäude nicht durch TRIX selbst, sondern durch Zulieferer produziert wurden. Bislang ist aber nicht bekannt, wer der Zulieferer war. Inzwischen tauchen perfekte Nachbauten dieser gefragten Holzgebäude auf Sammlerbörsen oder auf Internet-Auktionen auf.

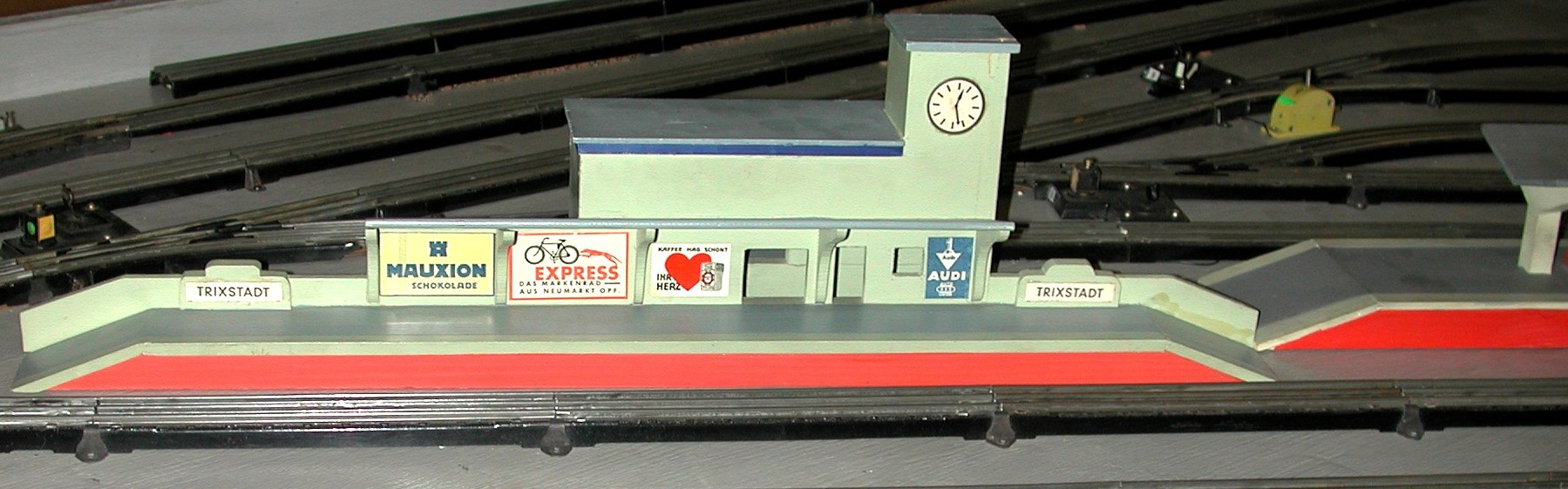
Bahnhof Trixstadt aus Holz – Vorkriegszeit

Darüber hinaus gab es eine enge Zusammenarbeit mit dem Unternehmen Kibri, das seine Blechgebäude (Bahnhöfe, Bahnsteige, Brücken, Stellwerke) mit kleinen Änderungen in Farbgebung und Gestaltung auch durch TRIX vertreiben ließ. Im Lieferprogramm war u. a. das bekannte und gesuchte Brückenstellwerk mit aufgesetzten Signalen.
Ab 1940/41 kam die Spielwarenindustrie in Deutschland kriegsbedingt schrittweise zum Erliegen. Es gab noch einen TRIX-Katalog 1939/40 und einen TRIX-Express-Dienst vom Oktober 1940. Vor Weihnachten 1940 wurde die bereits erwähnte Tenderlok 20/56 auf den Markt gebracht. Eine letzte Lieferankündigung vom Februar 1941 ist bekannt, in der ein bereits reduziertes TRIX-Express-Programm den Händlern angeboten wird, aber auch schon weitere Einschränkungen angekündigt werden. In welchem Umfang und wie lange tatsächlich noch geliefert werden konnte, ist heute nicht mehr bekannt. Zumindest die Tenderlok 20/56 ist noch in gewissen Stückzahlen in der 1940/41er Version gebaut worden.
Auch die TRIX-Produktionsstätten mussten nun auf die Fertigung von Rüstungsgütern, insbesondere feinmechanische und thermoelektrische Geräte umstellen (z. B. Morseapparate, Feldtelefone). Wegen der wachsenden Gefahr alliierter Luftangriffe auf Nürnberg, das nicht nur als wichtiger Industriestandort und Eisenbahnknotenpunkt ein bevorzugtes strategisches Ziel, sondern als Ort der Nürnberger Reichsparteitage und Rassegesetze auch ein Ziel mit hoher symbolischer Bedeutung war, erfolgte Anfang 1943 die Verlagerung der Produktion in die ländliche Umgebung Nürnbergs, nach Spalt. Im Zuge dieser Maßnahme wurde auch ein Teil der bereits fertiggestellten Spielzeugartikel (TRIX-Express-Eisenbahnen, Metallbaukästen und Zubehör) dort eingelagert. Die Produktionsstätten in Nürnberg, Kobergerstraße 15, erhielten im Frühjahr 1945 mehrere Treffer von Spreng- und Phosphorbomben. Dabei verglühten auch die in den Tresoren eingelagerten Handmuster einschließlich aller Konstruktionspläne und Zeichnungen. Ebenso gravierend waren die Schäden an den Gebäuden, die nach Kriegsende nicht mehr genutzt werden konnten.

### Neubeginn ab 1948 und zweite Blütezeit in den 1950er Jahren

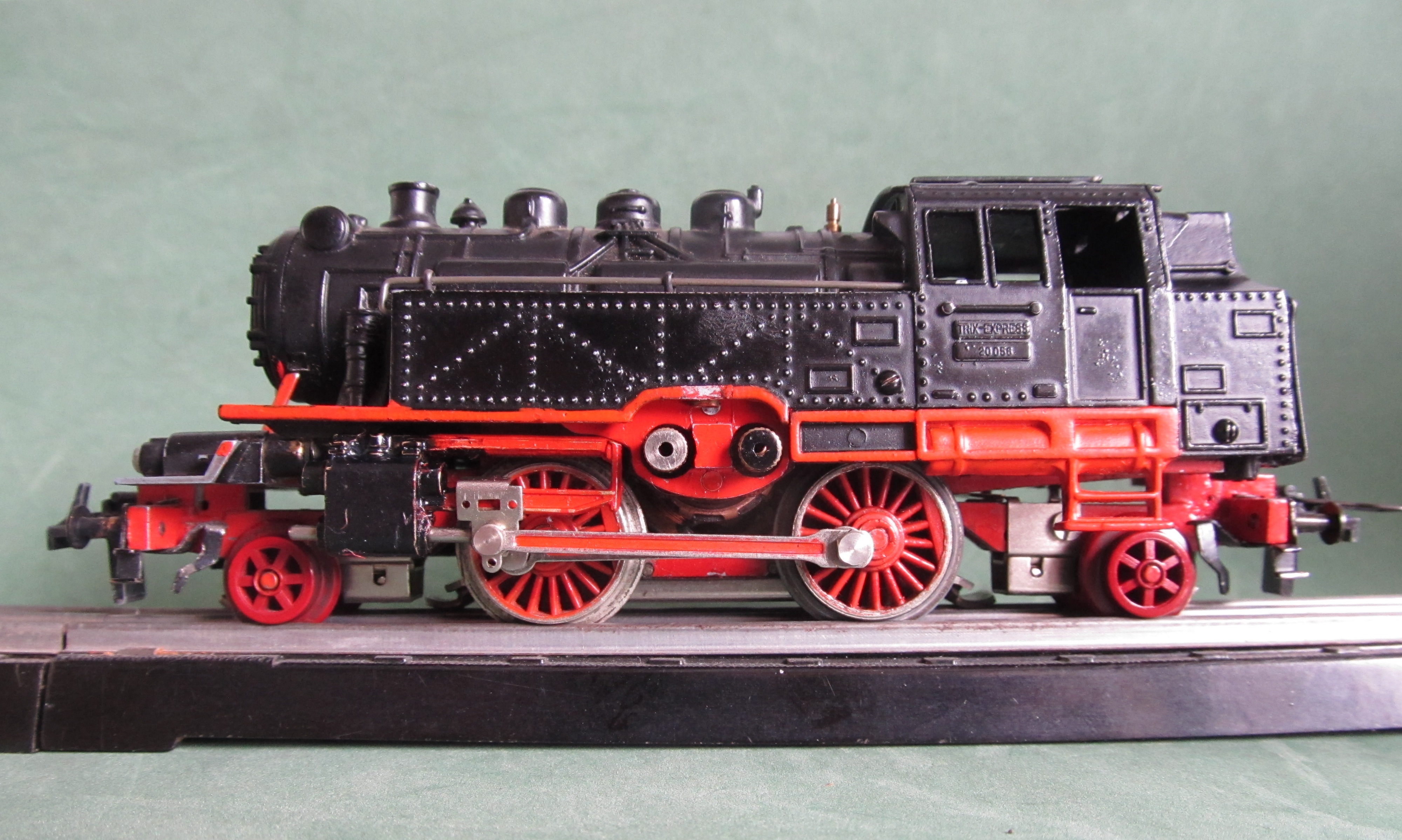
Trix-Express-Baureihe 756 (Gleichstromausführung 1953-1955), aufgrund der Achsfolge auch 1–B–1 genannt

Erst im Jahr 1948 wurde die Aufnahme der Spielwarenproduktion von Eisenbahnen und Metallbaukästen wieder möglich. Infolge der 1948 vollzogenen Währungsreform war die Nachfrage nach Spielwaren zum Weihnachtsfest 1948 unerwartet groß. Glücklicherweise konnte TRIX nun auf die nach Spalt ausgelagerten, unzerstörten Warenbestände zurückgreifen. Mit den Umsätzen und Gewinnen dieses Weihnachtsgeschäfts wurde ein wichtiger Grundstein für den Wiederaufbau der Spielwarenproduktion in Nürnberg gelegt. Im Frühjahr 1949 lief die Spielwarenproduktion bei TRIX wieder in größerem Umfang an. Bereits Ende 1949 war bis auf wenige Modelle das gesamte Vorkriegsprogramm in Wechselstrom wieder lieferbar. Für die Entwicklung neuer TRIX-Produkte war noch keine Zeit. Ab 1953 begann die Umstellung auf Gleichstrom, wie die abgebildete Baureihe 756, vormals BR 20/56. 
Die Firmennamen in der Nachkriegszeit waren:
- 1950: TRIX Vereinigte Spielwarenfabriken GmbH, Nürnberg
- 1955: TRIX Vereinigte Spielwarenfabriken Ernst Voelk KG, Nürnberg
- 1971 (Verkauf an GAMA): TRIX-Mangold GmbH & Co KG
- 1993 (Fusion mit Schuco): TRIX-Schuco GmbH & Co
- 1. Januar 1997 (Verkauf an die Märklin GmbH): TRIX Modelleisenbahn GmbH und Co. KG

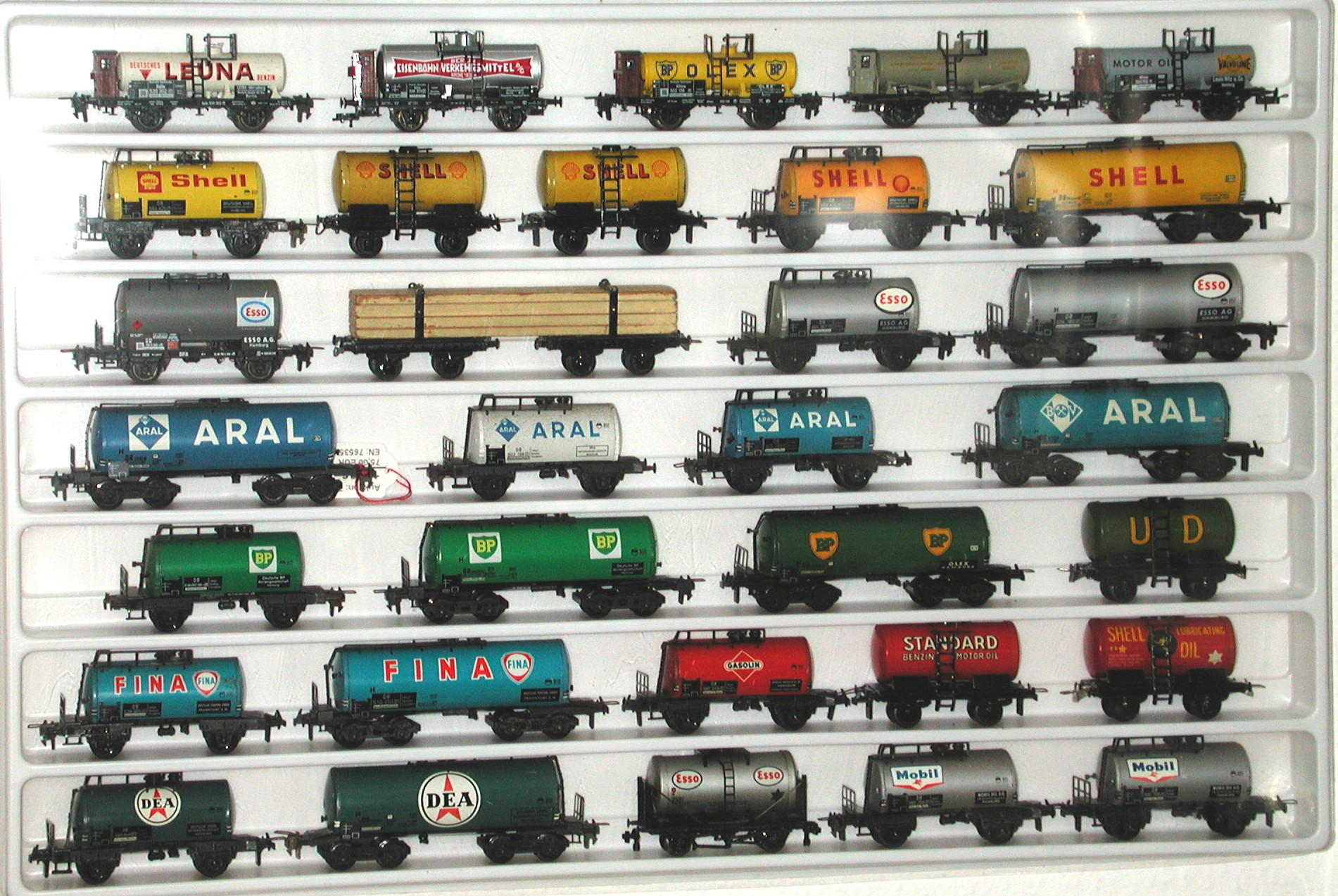
Sammlung Trix-Express-Kesselwagen

Bereits zur ersten Deutschen Spielwarenmesse der Nachkriegszeit, im März 1950 in Nürnberg, konnte TRIX mit den Super-Modell-Güterwagen drei sehr detaillierte Neuentwicklungen vorstellen: unterschiedlich dekorierte Kesselwagen, den langen gedeckten Güterwagen „Bromberg“ und den langen Rungenwagen „Köln“. Im darauffolgenden Jahr 1951 erschien mit der Elektro-Lokomotive E 94 ein Spitzenprodukt. Hier hatte TRIX neben der Super-Automatik (an beiden Enden fernsteuerbare Kupplungen) funktionsfähige Pantographen für die Oberleitung montiert – nun war sogar der Dreizugbetrieb auf einem Gleis möglich, und TRIX hatte wieder technologisch die Nase vorn. Verkauft wurde dieses Spitzenerzeugnis nicht wie üblich in einer Pappschachtel, sondern in einem mit grauem Samt ausgeschlagenen roten Holzkästchen („Schmuckkästchen“). Die E 94 007 blieb viele Jahre im TRIX-Programm. In diese Zeit um 1952 fällt auch der Wechsel der Spurbezeichnung von 00 zu H0 (Halb-Null).
TRIX produzierte nach dem Krieg in Westdeutschland und versorgte vor allem den Markt dort und in den angrenzenden westlichen Nachbarländern. Nach der deutschen Teilung und der Einführung getrennter Währungen konnten die TRIX-Freunde in Ostdeutschland noch eine Zeitlang eingeschränkt mit Material versorgt werden, i. d. R. durch Geschenksendungen der Verwandten. In diese Marktlücke trat in der DDR neben einigen kleineren Herstellern insbesondere das Sonneberger Unternehmen Pico (später Piko) ein, dessen Produkt 'Pico Express' sich zunächst am TRIX Express orientierte, sich aber bald eigenständig entwickelte.
Kaum bekannt ist eine kleine Nachkriegsproduktion in der Tschechoslowakei, die eine enge Verwandtschaft zum TRIX Express nicht verbergen kann. In Gablonz gab es vor dem Krieg eine Reihe von Betrieben, die neben Schmuck- und Feinwerk-Produkten auch Gussteile für den TRIX Express zugeliefert hatten. Nach dem Krieg verblieben die Werkzeuge und Gussformen dort. Auf dieser Grundlage wurden Anfang der 1950er Jahre von dem Unternehmen Gewis einfache Modelleisenbahnen produziert, die Drehgestelle und Antriebselemente des TRIX-Express-Triebwagens 20/58 verwendeten. Die Gehäuse wurden allerdings neu aus farbigem Kunststoff in futuristischer Weise gestaltet. TRIX selbst hatte die genannten Bauteile nach dem Krieg weiterentwickelt, die Bauteile von Gewis entsprachen den Vorkriegsversionen.

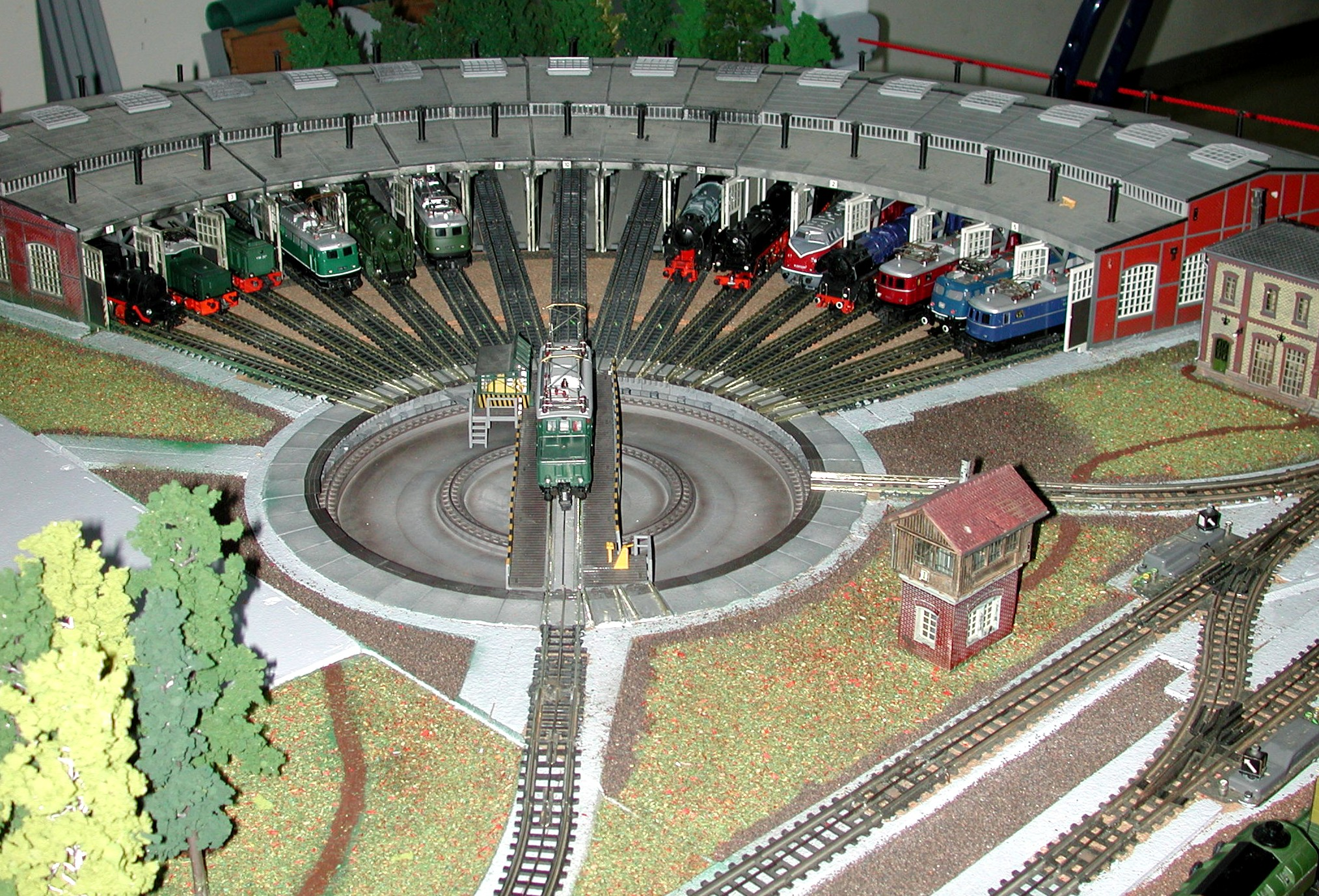
TRIX-Express-Anlage im Stil der 1960er Jahre (für TRIX Express umgebaute Fleischmann-Drehscheibe – die allerdings für TRIX Express untypisch ist)

Seit 1953 produzierte das Unternehmen, wie viele andere Hersteller (mit Ausnahme von Märklin), Modelleisenbahnen mit Permanentmagnet-Gleichstrommotoren. Auch die E 94 erschien 1953 in der Gleichstrom-Version, als Flaggschiff des neuen TRIX-Express-Gleichstrom-Programms. Sie wurde zunächst noch von einem sogenannten Umbau-Permamotor angetrieben, so bezeichnet, weil man die Erregerwicklung des Wechselstrom-Motors durch einen Permanentmagneten ersetzt und den Motor so für Gleichstrombetrieb tauglich gemacht (umgebaut) hatte. 1957 wurde bei der E 94 der Umbau-Permamotor durch den so genannten Standard-Permamotor ersetzt, der viele Jahre der Standardantrieb fast aller TRIX-Triebfahrzeuge blieb.
In den 1950er Jahren wurden die Wagen zunächst weiterhin aus lithographiertem Blech hergestellt. Im Jahr 1954 wurde noch eine Serie verkürzter Schnellzug-Wagen aus Blech vorgestellt, die sich an den damals neu vorgestellten 26,4 Meter langen Wagen der Deutschen Bundesbahn orientierten – allerdings auch Merkmale der Schürzenwagen der ehemaligen Deutschen Reichsbahn aufwiesen. So waren hier die typischen Faltenbalg-Übergänge und Wülste der Vorkriegswagen nachgebildet, gleichzeitig aber schon die abgerundeten Fensterecken der Nachkriegswagen.
Bei den Güterwagen folgte eine Serie schwerer zweiachsiger Wagen aus Zinkdruckguss.
Eine besondere Neuheit aus dem Jahr 1954 war die große Förderbrücke, die vom englischen Partnerunternehmen TTR entwickelt und zusammen mit einem Selbstentladewagen auch auf dem deutschen Markt vertrieben wurde. Außerdem wurde der englische Weltrol-Tieflader mit mehreren Ladungsvarianten (Kessel, Kabeltrommel und Trafo) in Deutschland angeboten.
Der von den TRIX-Freunden lange gehegte Wunsch nach einer Drehscheibe wurde vom Hersteller nie erfüllt. Begründet wurde dies damit, dass bei einer 180 Grad-Drehung der Drehscheibe die Polarität der Außenschienen vertauscht wird. Damit ginge der TRIX-spezifische Systemvorteil des Zwei- oder Dreizugbetriebs verloren. Dieses Argument hat allerdings viele TRIX-Freunde nicht davon abgehalten, HO-Drehscheiben anderer Hersteller für TRIX Express in Eigenarbeit umzurüsten.
Mitte und Ende der 1950er Jahre folgten unter anderem weitere bekannte Modelle von Lokomotiven der Deutschen Bundesbahn (DB) mit dem neuen Permanent-Magnetmotor, so z. B. die Schnellzug-Elektrolok E 10, die Schnellzug-Diesellok V 200, die Schnellzug-Dampflok BR 01 sowie die schwere Güterzug-Elektrolok E 50, die als neues Flaggschiff sogar mit zwei Motoren ausgestattet war und in Verbindung mit dem schweren Gussgehäuse über eine überragende Zugkraft verfügte. Zusätzlich gab es mit der erst grünen dann braunen Universallok Ae 4/4 der Berner Alpenbahn-Gesellschaft Bern–Lötschberg–Simplon (BLS) ein schönes Modell einer Schweizer Eisenbahngesellschaft.

### Handlungsbedarf in den 1960er Jahren
Mit weiteren typischen Lokomotiven der Deutschen Bundesbahn in der herkömmlichen TRIX-Bauweise mit Gussgehäuse und Perma-Motor (u. a. BR 18.6, BR 42, V 100, E 10.1, E 410) wurde das TRIX-Express-Programm zunächst weiter ausgebaut. TRIX musste aber schon bald auf die gestiegenen Erwartungen der Käufer hinsichtlich der Detaillierung und Farbgestaltung der Modelle reagieren. Die neuen Möglichkeiten der Kunststoffverarbeitung boten entsprechende Gestaltungsspielräume. TRIX nutzte hierfür Kooperationen mit Willy Ade (Röwa) und Rivarossi (siehe Zusammenarbeit mit anderen Modelleisenbahn-Herstellern).
Das TRIX-Express-System wurde von an Originaltreue interessierten Modellbahnern wegen der dicken und hohen Spurkränze kritisiert. Hingegen waren gerade die hohen Spurkränze Garanten einer guten Betriebssicherheit, weshalb das TRIX-Express-System auch in Schauanlagen stark vertreten war. 
Gleichzeitig musste TRIX auf den zunehmenden Marktanteil der Zweileiter-Gleichstrom-Modellbahnen und die neu eingeführte N-Spur reagieren. Im Jahr 1964 nahm TRIX sowohl das TRIX-International-Programm als auch das Minitrix-Programm in das Angebot auf. Dadurch wurden Kapazitäten gebunden, die dem TRIX-Express-Programm fehlten. Die Zahl der Neuheiten nahm ab und erreichte bis Anfang der 1970er Jahre einen Tiefpunkt. In diesen Zeitraum fallen auch mehrere Besitzerwechsel und Wechsel in der unternehmerischen und technischen Leitung des Unternehmens. 1972 wurden noch einmal ältere Lokomotivmodelle in besonderen Farben herausgebracht (grüne 01, graue 01, graue S 3/6).
Seit den 1970er Jahren wurden nur noch wenige neue Modelle für das TRIX-Express-Programm angeboten. Es wurde sogar schrittweise reduziert, da sich der Marktanteil immer weiter verringerte. Spätestens seit Ende der 1960er Jahre kann angenommen werden, dass Neueinsteiger sich kaum noch für das TRIX-Express-Programm entschieden, sondern eher für das international genormte Zweileiter-Gleichstrom-System, das einen freizügigen Austausch von Fahrzeugen unterschiedlicher Hersteller ermöglichte. TRIX versuchte mit seinem International-Programm Marktanteile zurückzugewinnen, hatte aber inzwischen mit dem Hersteller Roco, der mit preisgünstigen Modellen auf den deutschen Markt drängte, einen weiteren Konkurrenten.

### Das Ende als eigenständiges Unternehmen 1997

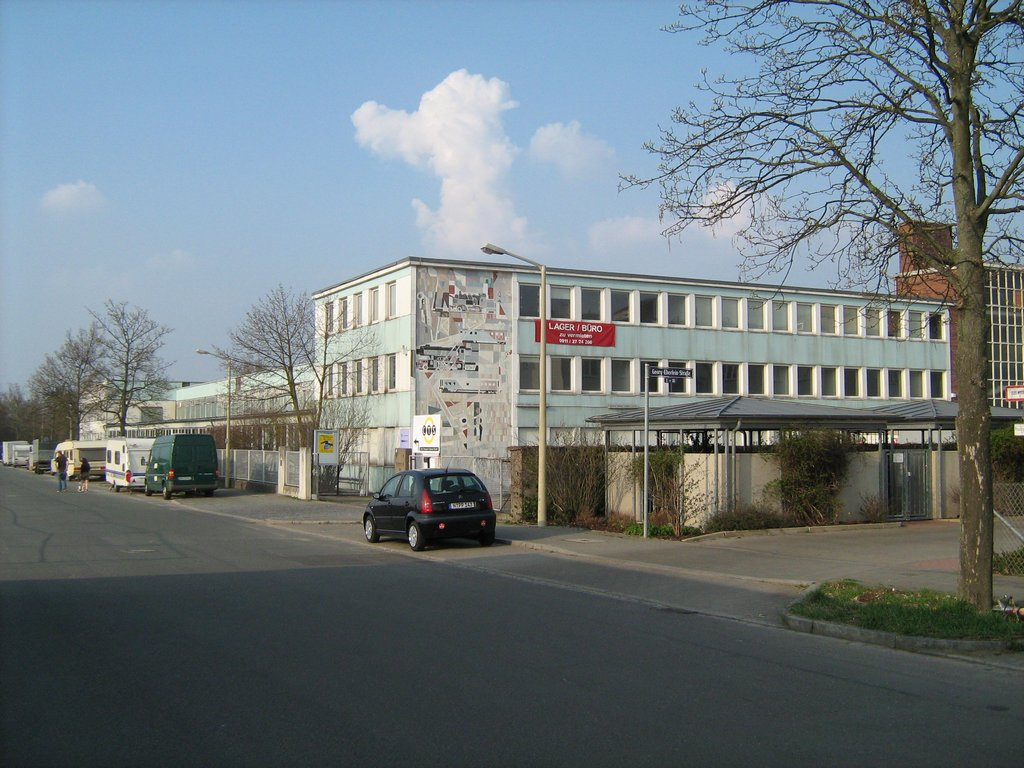
Das ehemalige Werksgebäude der Firma TRIX in der Kreulstraße in Nürnberg

Nach über sechs Jahrzehnten der Selbstständigkeit geriet das Unternehmen TRIX in den 1990er Jahren zunehmend in wirtschaftliche Schwierigkeiten und wurde 1997 vom Göppinger Konkurrenten Märklin vollständig übernommen, jedoch als eigenständige Marke weitergeführt. Zwischen den Modellpaletten von TRIX und Märklin in Größe H0 gibt es seitdem immer größere Überschneidungen; Modellneuentwicklungen unterscheiden sich nur noch durch die jeweiligen Stromsysteme (Wechselstrom bei Märklin, Gleichstrom bei TRIX International).
Die Ursachen für die wirtschaftliche Krise der Modelleisenbahn-Hersteller sind in einer gravierenden Veränderung des Marktes zu sehen. Hierfür konnten die Unternehmen bislang keine langfristig tragfähigen Konzepte entwickeln.
Das Unternehmen Märklin, das ebenfalls mit Umsatzrückgängen zu kämpfen hatte, zeigte nach der Übernahme wenig Interesse an der Fortführung des TRIX-Express-Programms und stellte dieses traditionsreiche System weitgehend ein. Zunächst wurden dafür keine Neuheiten mehr vorgestellt, inzwischen werden auch keine Gleise und Fahrzeuge für TRIX Express mehr produziert.
Von der Insolvenz der Firma Märklin 2009 und der Übernahme durch den Simba-Dickie-Besitzer Michael Sieber war auch TRIX betroffen.
Das ehemalige Firmengelände in der Kreulstraße in Nürnberg wurde Ende 2019 abgerissen und wird mit Wohnungen bebaut.

### Selbsthilfe der TRIX-Express-Sammler
Nachdem bereits ab den 1970er Jahren der jährliche Neuheitenumfang für das TRIX-Express-System spürbar zurückging, wurde das TRIX-Express-Sortiment nach der Übernahme durch Märklin im Jahr 1997 sogar zunächst komplett eingestellt. Insbesondere die Ersatzteilversorgung war nicht mehr durch den Hersteller gewährleistet.
Das traditionsreiche TRIX-Express-System war aber noch immer weit verbreitet. Viele Sammler und Modellbahnbesitzer wollten an diesem System festhalten, ihre Fahrzeugsammlungen erweitern, ihre Anlagen ausbauen und die notwendigen Ersatzteile beschaffen. Zu diesem Zweck entstanden in Deutschland regionale TRIX-Express-Stammtische und eine Interessengemeinschaft. Weitere Zusammenschlüsse von TRIX-Express-Freunden existieren in Großbritannien (TTRCA) und in den Niederlanden (TEC). Auch in der Schweiz gibt es weiterhin zahlreiche TRIX-Express-Freunde.
Die TRIX-Express-Freunde veranstalten regelmäßig Treffen im Raum Aachen, im Raum Nürnberg-Erlangen-Fürth, im Raum Weinheim, in Koblenz, im Raum Backnang (Rems-Murr-Kreis), im Raum Münster/Osnabrück, in Delmenhorst, in Schwerte und in Berlin. Auf den Treffen werden Lokomotiven, Wagen, Zubehör und Ersatzteile ausgetauscht und Kontakte geknüpft. Dort werden auch umgebaute Fahrzeuge vorgestellt und man hilft sich gegenseitig beim Instandsetzen von TRIX-Fahrzeugen oder beim Umbau von Fahrzeugen anderer Hersteller.
Insbesondere bei Wartung und Reparatur der Fahrzeuge wird Selbsthilfe immer wichtiger. Dazu gibt es auf den Internet-Seiten oder in den Foren der TRIX-Express-Freunde entsprechende Hinweise. Seit vielen Jahren produzieren zwei engagierte TRIX-Express-Freunde die wichtigsten Ersatzteile in Eigeninitiative und bieten sie auf den Treffen oder per Versand an. So ist es derzeit möglich, auch für die klassischen TRIX-Express-Modelle ab Baujahr 1935 noch Ersatzteile zu bekommen.
Manche TRIX-Express-Sammler konzentrieren sich auf bestimmte charakteristische Sortimentsabschnitte, wie z. B. die Wechselstrom-Modelle aus den Vorkriegsjahren, oder auf die Zeit der ersten Gleichstrom-Modelle der 1950er Jahre. Beide Epochen zeichnen sich durch schwere Gusslokomotiven und Wagen aus lithographiertem Blech aus, die den Reiz der alten Modellbahnen verkörpern und dadurch zunehmend wieder an Beliebtheit gewinnen. So haben sich die Berliner TRIX-Express-Freunde auf die alte Wechselstromtechnik aus der Zeit von 1935 bis 1955 konzentriert und führen diese alten Modellbahnen mehrmals im Jahr auf den Stammtischen öffentlich vor. In Kooperation mit dem Deutschen Technikmuseum in Berlin wurde im März 2010 eine große Jubiläumsausstellung zum 75. Jahrestag der Vorstellung des Systems auf der Leipziger Frühjahrsmesse 1935 durchgeführt. Seit Oktober 2012 veranstalteten die Berliner TRIX-Express-Freunde jährlich eine große historische Modelleisenbahnausstellung in Kooperation mit der Gustav-Heinemann-Oberschule in Berlin-Marienfelde. Der 80. Geburtstag von TRIX Express wurde in Berlin am 24./25. Oktober 2015 mit einer alten Messepräsentation und über dreißig Modellbahnen, auch anderer Hersteller, historisch dargestellt.

## Produktpalette / Übersicht

### TRIX-Metallbaukasten
Der TRIX-Metallbaukasten begründete den Erfolg des Unternehmens in den Anfangsjahren. Über mehrere Jahrzehnte war der Baukasten neben den Modelleisenbahnen wirtschaftlich das zweite Standbein für das Unternehmen. Aufgrund ständig sinkender Verkaufszahlen wurde zum Jahreswechsel 1997/98 die Produktion eingestellt.

### TRIX Express

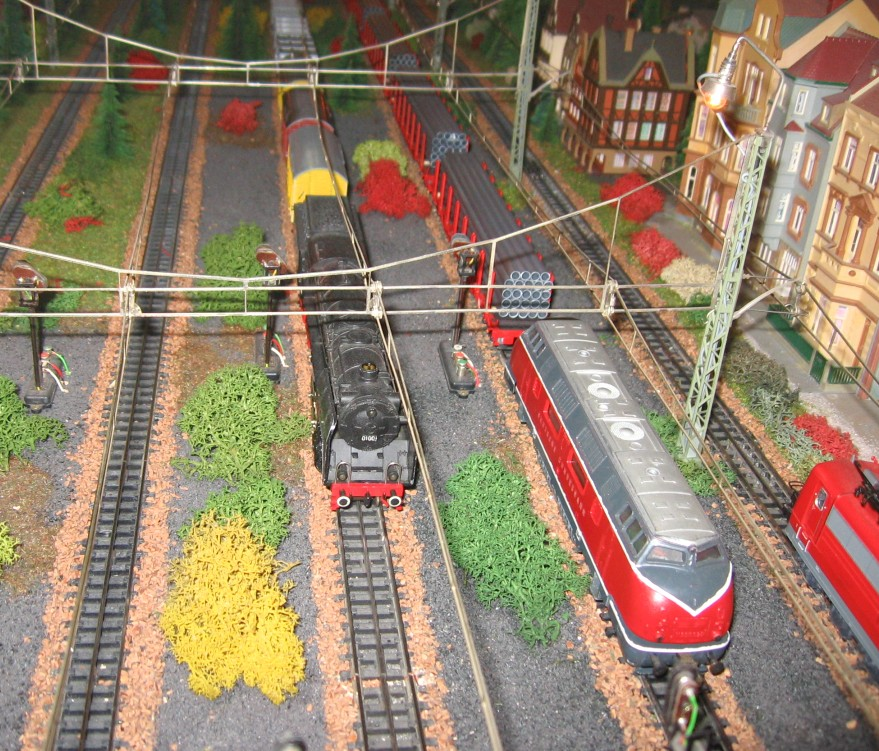
TRIX-Express-Anlage (Dreileiter-Gleichstrom) mit Gleisen aus Neusilber, links ein Modell der 01, rechts ein Modell der V 200 mit schwenkbarer Pufferbohle

#### Gleis-System – Besonderheiten und Bauarten
TRIX Express als Dreileiter-System mit durchgehendem Mittelleiter ermöglichte auf der Modellbahnanlage den gleichzeitigen, unabhängigen Betrieb von zwei, bei der Verwendung einer Oberleitung sogar von drei Zügen (Dreizugbetrieb), da die beiden Außenschienen, im Gegensatz zum Märklin-System, elektrisch gegeneinander isoliert sind. Das war der hauptsächliche Vorteil gegenüber den anderen Modellbahnsystemen, bei denen ohne Oberleitung und Einbau technischer Hilfsmittel nur ein einziger Zug gesteuert werden konnte. Dem Vorteil an spielerischen Möglichkeiten stand der Nachteil der mangelnden Modelltreue gegenüber, die ab den 1960er-Jahren bei Modellbahnfreunden immer stärker gefragt war. Der deutlich sichtbare Mittelleiter störte viele Kunden.

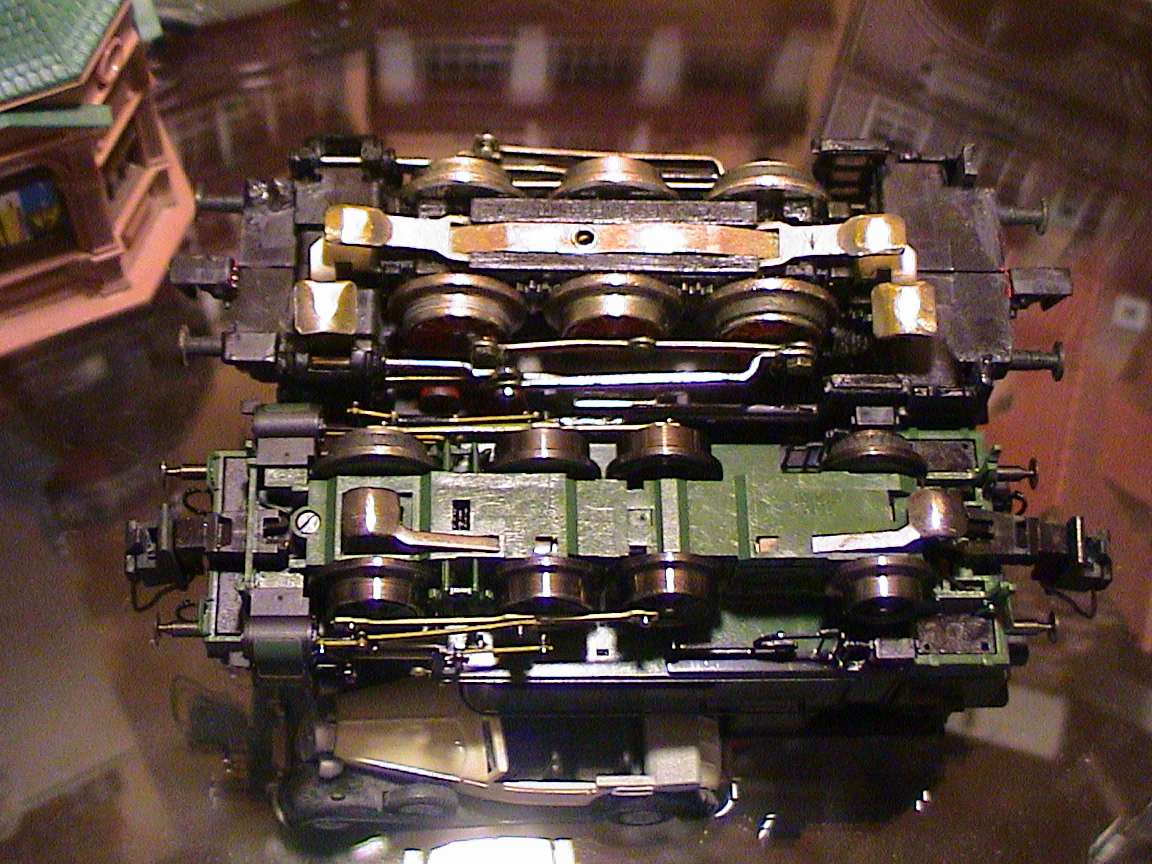
Stromabnahme über Schleifer bei älteren Loks (oben, sowohl Außenschiene, wie auch Mittelleiter) und neueren Loks (unten, nur vom Mittelleiter)

Die Stromabnahme erfolgte bei TRIX Express über federnd angebrachte Schleifer sowohl von der Mittelschiene als anfangs auch von einer Außenschiene. Späte Modelle nahmen den Strom der Außenschiene über das Rad ab.
Eine weitere Besonderheit des TRIX-Express-Systems sind die breiten Spurkränze, die an den Weichen einen besonders großen Abstand der Radlenker erfordern. TRIX Express verwendet zwar wie die anderen H0-Systeme die Spurweite von 16,5 mm, das Spurkranz-Innenmaß beträgt aber aufgrund der großen Spurkränze nur 11,8 mm. Aus diesem Grund können TRIX-Express-Fahrzeuge ohne Umbauten nicht über Weichen der anderen H0-Systeme fahren, deren Fahrzeuge sehr viel schmalere Spurkränze besitzen. Andererseits haben Fahrzeuge anderer Hersteller auf TRIX-Express-Weichen Probleme, weil die Fahrzeuge nicht korrekt durch die Radlenker in der Weiche geführt werden. Bei Märklin-Fahrzeugen sind zudem die beiden Radscheiben einer Achse nicht elektrisch voneinander getrennt, dadurch wird der unabhängige Mehrzugbetrieb behindert. In beiden Fällen hilft nur der Austausch der Radsätze.
Im Laufe der siebzigjährigen Entwicklung von TRIX Express wurden auch die Gleise dem jeweiligen Stand der Technik und der Verfügbarkeit der Materialien angepasst. Um die verschiedenen Bauarten verbinden zu können, wurden sogenannte Übergangsgleise verwendet, die zur einen Hälfte dem alten System und zur anderen Hälfte dem neuen System entsprachen.
- Bakelitgleise: Vom Beginn 1935 bis 1955 angeboten. Mittels Bakelit wurde das Schotterbett der Gleise nachgebildet. Die Schienen waren aus Weißblech-Hohlprofil gefertigt.
- Pappgleise: Dieses Gleissystem wurde 1953 mit den ersten Gleichstrom-Modellen auf den Markt gebracht. Die Schwellen waren aus Presspappe, die Schienen weiterhin aus einem Weißblech-Hohlprofil gefertigt.

Die Modellspurweite für die Pappgleise und darauffolgenden Gleissysteme war nun 16,5 mm statt 16,0 mm wie das vorangehende Bakelitgleis.
- Vollprofilgleise: Ab 1964 bildeten die Schienen erstmals das Profil einer Eisenbahnschiene modellgetreu nach, es wurde das korrosionsbeständige Neusilber verwendet. Die Schwellen bestanden aus Plastik.
- International-Gleise: Diese Gleise wurden ab 1964 angeboten und waren eine Abwandlung der Vollprofilgleise für das Zweileiter-Zweischienen-System. Die Schwellen bestanden ebenfalls aus Plastik. Auf den Mittelleiter wurde verzichtet, die Weichen erhielten den engen Radlenkerabstand. Entsprechend wurden auch die Spurkänze der Radsätze kleiner ausgeführt.

### TRIX-Express-Batterieeisenbahn

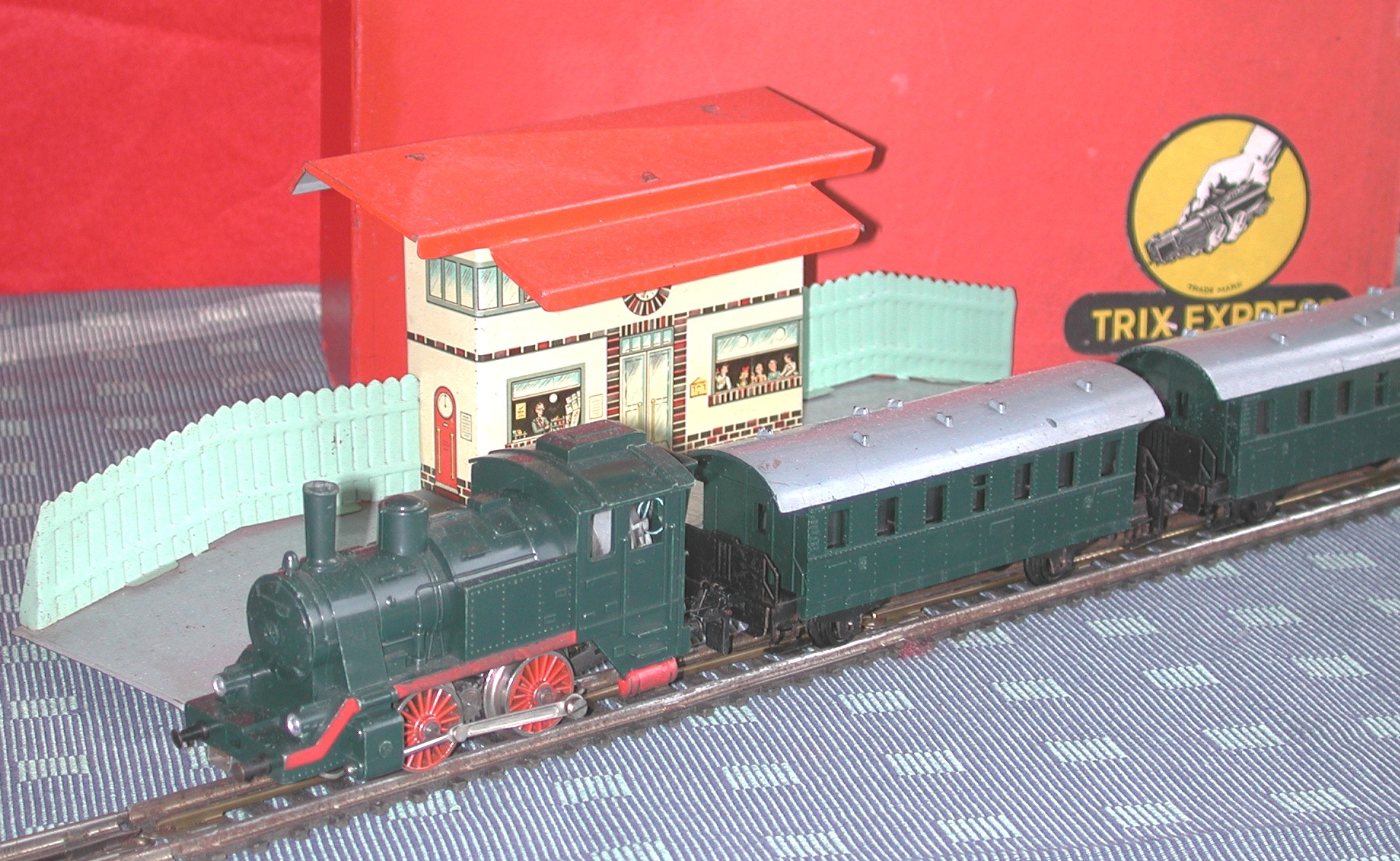
Batteriezug TE 501. Letzte Variante der Batteriebahn mit grüner Dampflok, Baujahr 1960

Die TRIX-Express-Batterieeisenbahn wurde zusätzlich zum bestehenden TRIX-Express-Modelleisenbahnprogamm von 1953 bis einschließlich 1960 in der Nenngröße H0 produziert. Sie zielte auf die Erweiterung des Kundenkreises mit Kindern und Jugendlichen, um diese frühzeitig an das Hobby Modelleisenbahn heranzuführen. Heute sind die einfach gestalteten und in limitierter Auflage hergestellten Batteriebahnen selten geworden und damit gefragte Teile bei vielen Sammlern.

### TRIX Express International
TRIX Express International wurde 1964 als Zweileiter-System ohne Mittelleiter erstmals angeboten. Dieses System entsprach den üblichen internationalen Normen. Zunächst erfolgte die Stromaufnahme noch über Schienenschleifer, später dann mit Schleiffedern über die Rad-Innenseiten.
Die meisten Fahrzeuge wurden nun für beide Systeme, TRIX Express und TRIX Express International, angeboten. Später wurde das Zweischienen-Zweileiter-System unter dem Namen TRIX International und zum Schluss als TRIX H0 angeboten.

### Minitrix

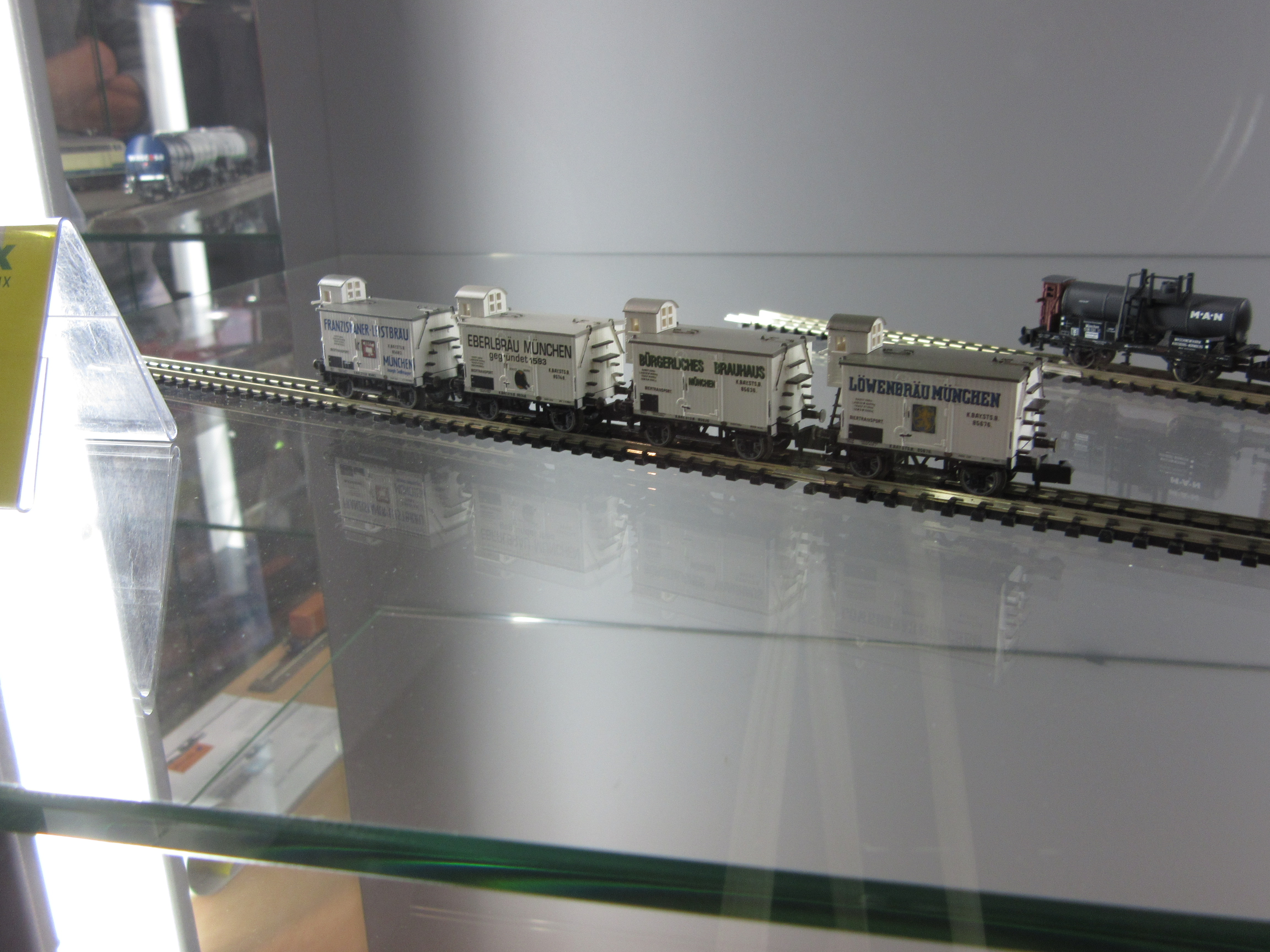
Intermodellbau 2017, Minitrix 15678

Vorläufer des Minitrix-Systems wurden zunächst ohne Antrieb als reine Standmodelle bzw. Schiebemodelle ohne eigene Schienen im Maßstab 1:180 gefertigt („Schiebetrix“). Anfang 1964 erschienen die ersten elektrisch betriebenen Serienmodelle im Maßstab 1:160, also Spurweite N. Der Name Minitrix wurde oftmals als Synonym für Modellbahnen der Spur N benutzt.
Die Minitrix-Produkte werden auch heute noch gefertigt und sind auch international sehr populär. Entgegen den Inkompatibilitäten der H0-Systeme hatten sich alle Hersteller zur Spur N (damals Trix mit Minitrix, Arnold Rapido, später Roco N und Fleischmann piccolo) auf einheitliche Elektrik- und Schienensysteme und Kupplungen geeinigt, was einen Fahrzeugbetrieb in freier Reihung ermöglichte.

### Mehrzugsteuerung

#### Analoge Mehrzugsteuerung e.m.s.
e.m.s., die „Elektronische Mehrzug-Steuerung“ wurde 1973 eingeführt. Damit war es möglich, die doppelte Anzahl von Zügen auf einer Strecke gleichzeitig unabhängig voneinander zu steuern, bei TRIX Express also vier, mit Oberleitung sogar sechs. Das System besteht pro Stromkreis aus einem Regler und einem Empfänger. Der Regler bezieht seinen Strom aus dem 14 Volt-Wechselstromausgang eines Transformators (diese Spannung wird sonst für Weichen, Beleuchtung usw. verwendet) und leitet Wechselspannung mit einer Frequenz von ca. 9 kHz (Tonfrequenz) in die Schiene. Diese Wechselspannung überlagert sich mit der Gleichspannung aus dem normalen Fahrtregler, wird jedoch von den Lokmotoren nicht verarbeitet, d. h. die klassischen Lokomotiven reagieren nur auf den Mittelwert der Spannung, ignorieren die überlagerte Wechselspannung. Anders die Zugbeleuchtung: Sie wird heller und dunkler, je nach Stellung des e.m.s.-Reglers, und so lassen sich statt eines getrennten Zugs mit e.m.s auch weitgehend geschwindigkeitsunabhängige Zugbeleuchtungen realisieren. In die Lok, die durch den e.m.s.-Regler gesteuert werden soll, wird ein e.m.s.-Empfänger eingebaut, der die 9 kHz Wechselspannung in Gleichspannung für den Motor umwandelt, mit Umpolung für Fahrtrichtungswechsel. Bis auf die leicht geringere Endgeschwindigkeit der e.m.s-Lok reagieren die „normale“ und die e.m.s.-Lok auf demselben Stromkreis gleich und unabhängig.

#### Digitale Mehrzugsteuerungen
- Mit Selectrix begann 1983 das digitale Zeitalter der Modellbahn. Die von TRIX entwickelte Vielzugsteuerung mit moderner Mikroprozessor-Elektronik ließ sich universell auch für andere Zweileiter-Markenprodukte einsetzen. Durch die Verbreitung der digitalen Steuerungen war nun auch bei anderen Anbietern ein Mehrzugbetrieb möglich. Damit ging dieser Marktvorteil des TRIX-Express-Systems verloren.
- 2005 wurde Selectrix durch TRIX Systems abgelöst. Dieses neue Digitalsystem basiert auf dem weit verbreiteten, herstellerunabhängigen DCC-Standard, bleibt aber kompatibel zu Selectrix. Mit Digirail, Rautenhaus, Peter Stärz und MÜT gibt es allerdings weiterhin Anbieter für Selectrix-Komponenten.

### Sonstige Produkte

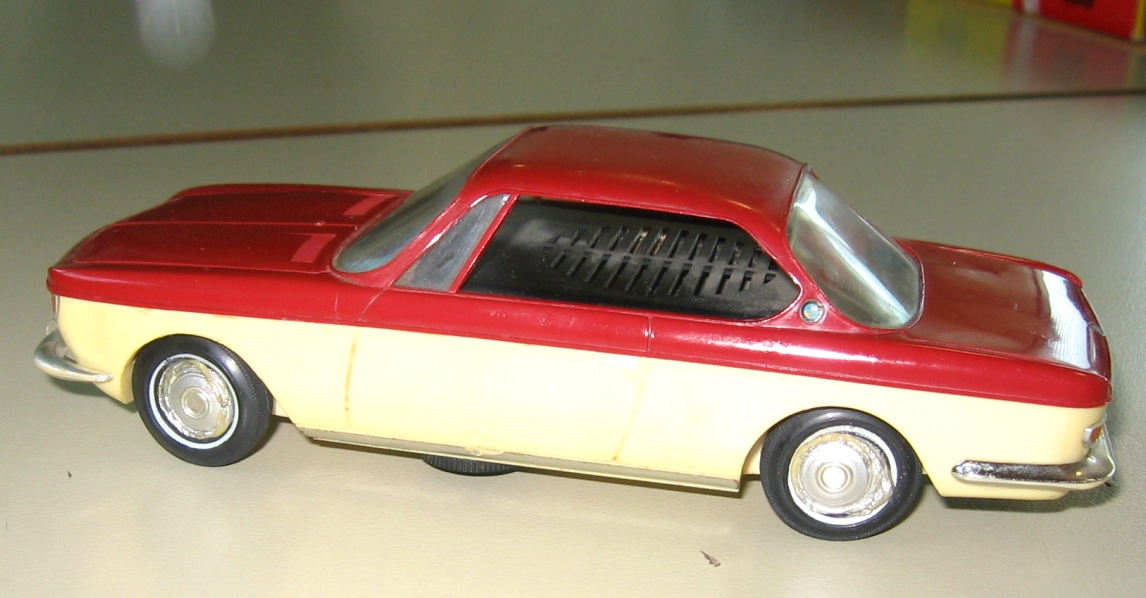
Trix Radio Car

Zu Beginn der 1950er Jahre versuchte TRIX mit kleinen Tonbandgeräten (PhonoTrix), neue Märkte zu erschließen. Das batteriegetriebene, handliche Tonbandgerät war mit einem separaten Lautsprecher ausgestattet und wurde durch den so genannten Distlermotor, einen energiesparenden, doppelt kugelgelagerten Glockenanker-Elektromotor angetrieben. In Deutschland war das Gerät wohl wegen des relativ hohen Preises (150 DM) nicht sehr erfolgreich.
Weitere Produkte, die in den 1950er und 1960er Jahren unter dem Namen TRIX vertrieben wurden, waren:
- ein Rasierapparat mit Distler-Motor,
- ein Plastik-Modell des BMW 2000 CS Coupé mit eingebautem Transistorradio, das Trix Radio-Car
- eine von dem Unternehmen Lincoln produzierte Slot-Car-Bahn im Maßstab 1:43 in verschiedenen Ausführungen (zweispurig, vierspurig).

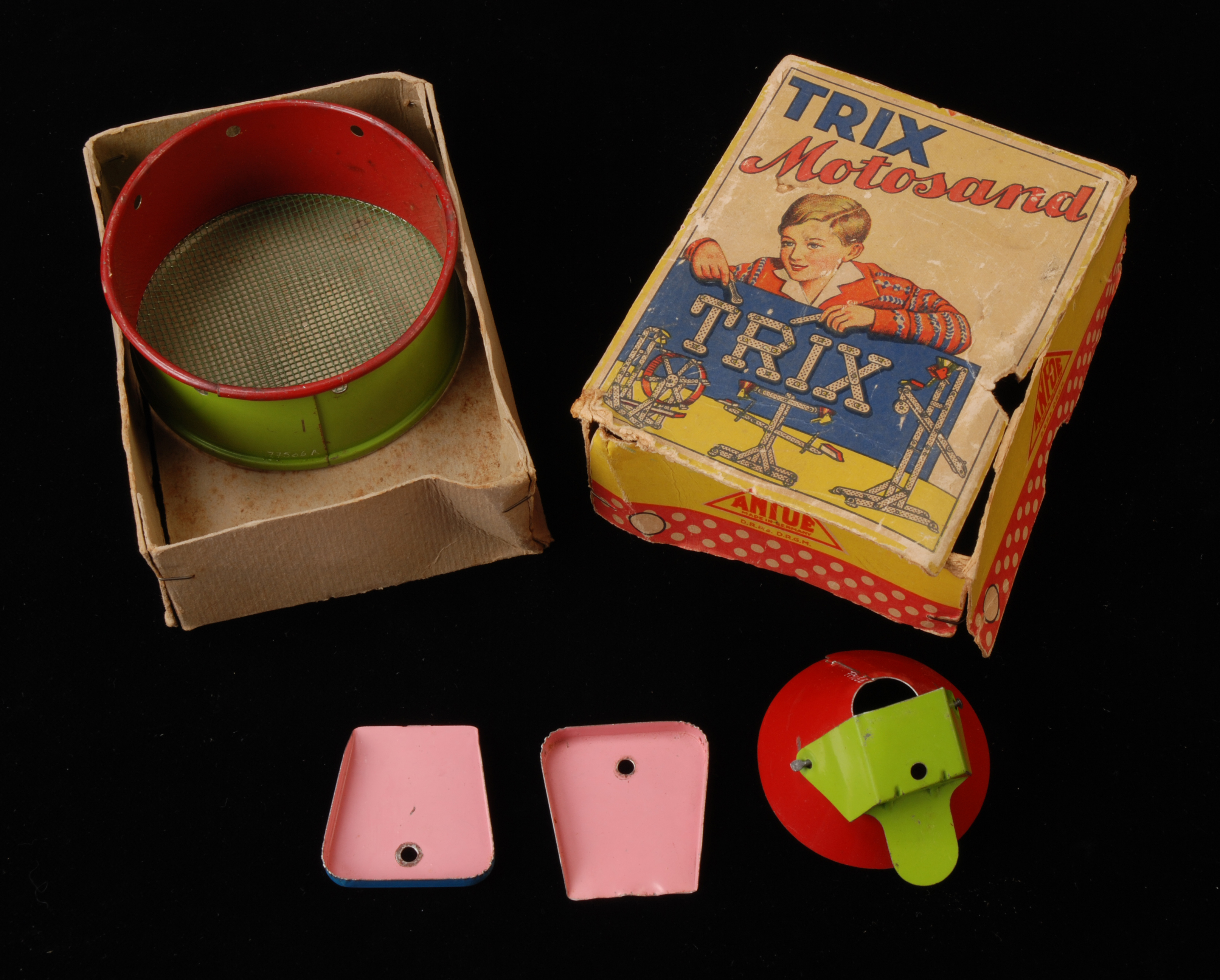
Trix-Motosand, Originalpackung mit Inhalt

Vor dem Krieg wurden neben verschiedenen Morsegeräten (Funk-Trupp A, B, und C-Gerät) zwei Schiffsmodelle aus Blech angeboten, ein Rennboot und ein Passagierdampfer. Beide basierten auf dem gleichen Rumpf und konnten mit dem TRIX-Elektromotor aus dem Metallbaukasten angetrieben werden. Weiterhin gab es einen Chemiebaukasten (Chemie-Trix) und einen Physikkasten (Experi-Trix). Für die ganz jungen Trix-Freunde wurde ein kleiner Zusatzkasten zum Metallbaukasten für das Spielen im Sandkasten angeboten (Trix-Motosand).

## Zusammenarbeit mit anderen Modelleisenbahn-Herstellern

### Zusammenarbeit mit Rüco
Das Unternehmen Rückert aus Coburg baute in den 1950er Jahren filigranes Zubehör für Modelleisenbahnen wie Lampen, Signale und Oberleitungen. Diese Signale und Lampen wurden von 1951 bis 1958 in den TRIX-Katalogen angeboten. Sie waren allerdings deutlich teurer als das ältere, recht robuste TRIX-Zubehör und wurden daher nicht in der erwarteten Stückzahl verkauft. Heute sind diese Stücke bei Sammlern sehr begehrt.

### Zusammenarbeit mit Willy Ade

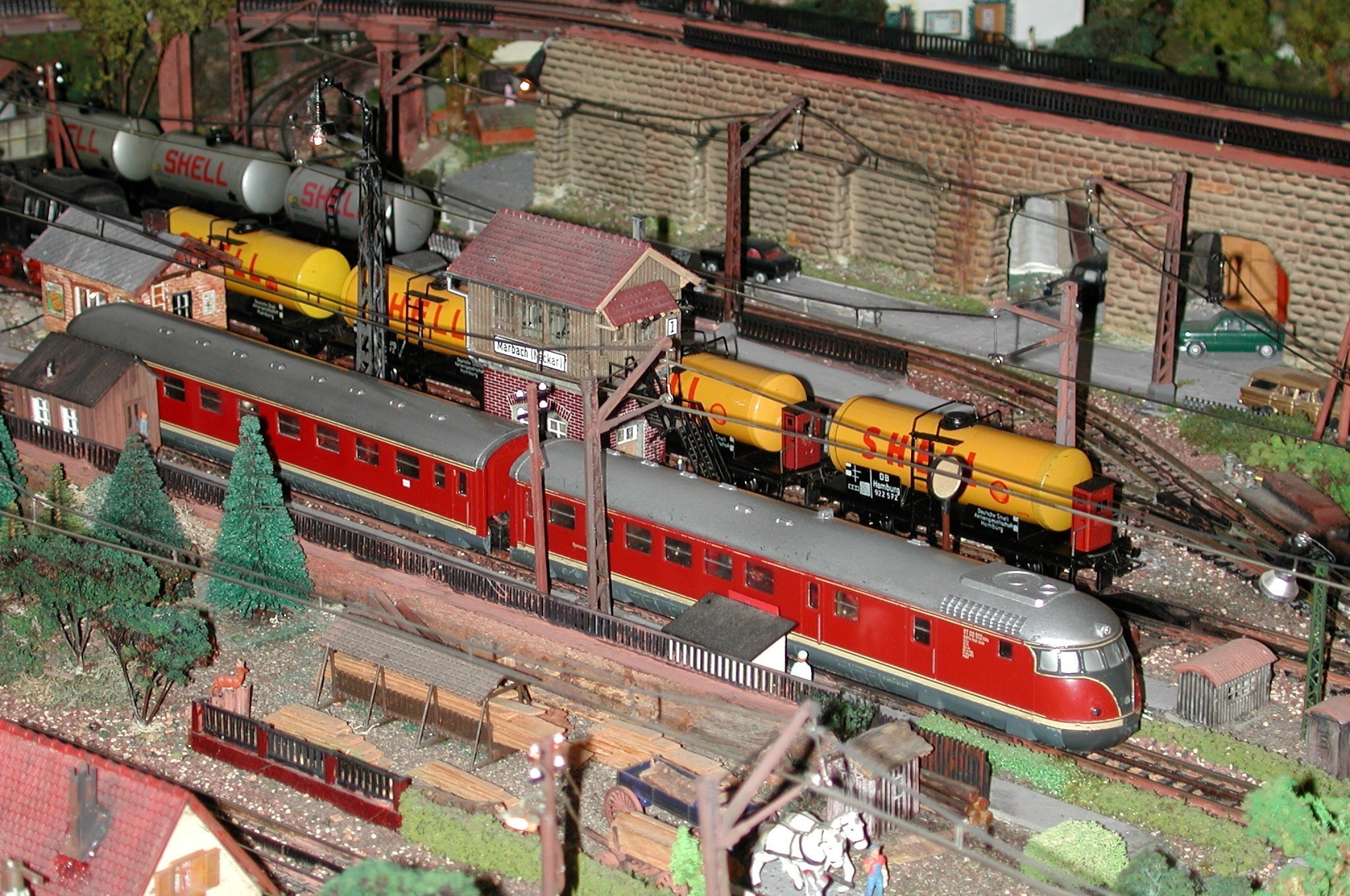
Triebwagen VT 08, entstanden in Kooperation mit Willy Ade

Ein besonderes Kapitel stellt die Zusammenarbeit von TRIX mit dem bekannten Modellbahn-Konstrukteur Willy Ade zwischen 1959 und 1968 dar. Der Grund lag im rasanten Aufkommen der neuen Kunststoff-Technik, die bei den Mitbewerbern bereits in größerem Stil Einzug gehalten hatte. Sie ermöglichte es, Fahrzeugaufbauten deutlich filigraner, aber dennoch preiswerter als bisher herzustellen. TRIX mit seinen Modellen in klassischer Blech- und Gussbauweise war da ins Hintertreffen geraten, es bestand dringend Handlungsbedarf. Da es schon zuvor Kontakte mit Willy Ade gegeben hatte, bot sich diese Kooperation an. Dieser hatte einige Jahre unter dem Markennamen WIAD detaillierte Gebäudebausätze aus Kunststoff produziert und vermarktet. Dieses Unternehmen wurde verkauft, nachdem zwei Partner unerwartet verstorben waren.
Willy Ade gründete 1959 zusammen mit einem anderen Partner das Unternehmen Röwa und produzierte Kunststoffteile für Unternehmen wie Kibri, Herpa, Noch und die Betonindustrie, aber auch für TRIX. Das erste gemeinsame Projekt war 1959 das Kunststoffgehäuse für den vierachsigen Erz-Wagen. Weitere bekannte Modelle, die während dieser Zusammenarbeit entstanden, sind neben den Schnellzugwagen in Kunststoffbauweise im Längenmaßstab 1:110 u. a. der Adler, der VT 08 der DB oder nach niederländischem Vorbild der elektrische Nahverkehrstriebwagen ELD der Nederlandse Spoorwegen.
Ihren Höhepunkt erreichte die Zusammenarbeit mit der „Super-Modellserie“ zwischen 1967 und 1968. In dieser Zeit wurden sehr detaillierte, filigran gestaltete Güterwagenmodelle sowie die Dampflok T3 entwickelt. Ades weitere Planungen sahen vor, die Produktion von TRIX-Express längerfristig auslaufen zu lassen und überwiegend Modelle für das Zweileiter-Gleichstrom-System anzubieten. Doch dazu sollte es nicht mehr kommen, denn die Zusammenarbeit zwischen TRIX und Willy Ade endete nach internen Meinungsverschiedenheiten im Jahr 1968. Willy Ade vermarktete ab dem Herbst 1968 seine Modelle der Spur H0 unter dem Markennamen Röwa. Die Super-Modellserie verschwand aus den Katalogen von TRIX.
Ein weiteres Projekt wurde von Willy Ade etwas später mit der Konstruktion von unverkürzten Schnellzugwagen der 26,4-m-Serie realisiert, die erneut Maßstäbe setzten und nun unter dem Markennamen Ade vertrieben wurden.

### Zusammenarbeit mit Rivarossi

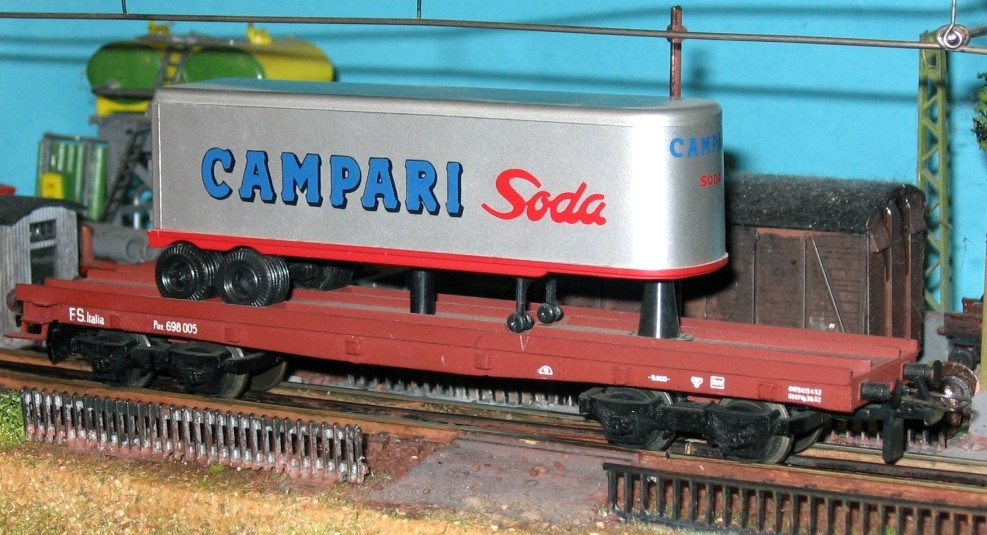
Campari-Aufleger – Rivarossi/TRIX

Anfang der 1960er Jahre kooperierte TRIX mit dem italienischen Hersteller Rivarossi. Rivarossi hatte bereits viele Modelle in detaillierter Kunststoffausführung im Programm und verfügte über Erfahrungen im feinen Bedrucken von Fahrzeugnummern, Aufschriften und Reklamebildern. TRIX arbeitete zu dieser Zeit noch mit erhabenen Lok- und Wagenbeschriftungen, die durch Antupftechnik farbig abgesetzt wurden.
Während dieser Zeit bot TRIX verschiedene Rivarossi-Modelle nach italienischen und US-amerikanischen Vorbildern in Varianten für TRIX Express an. Im Gegenzug wurden ausgewählte TRIX-Express-Modelle in der Zweischienen-Zweileiter-Variante durch Rivarossi vertrieben. Hierzu gehörten u. a. die Dampflok der BR 42 und die Diesellok der BR V 36.
Die Zusammenarbeit endete, als TRIX 1964 seine Trix-International-Produktlinie für das internationale Zweileiter-System auf den Markt brachte.

### Zusammenarbeit mit Fleischmann
Als TRIX in den 1990er Jahren das Auslaufen von TRIX Express ankündigte, stand das Unternehmen ohne ein passendes Zweileiter-Gleis da. Deshalb übernahm man als Kooperationsprodukt ab 1995 das Profi-Gleis von Fleischmann. Gleichzeitig bot TRIX entsprechende Startpackungen mit diesem Gleissystem, jedoch mit eigenem Fahrzeugmaterial an.
Diese Zusammenarbeit war allerdings nur ein sehr kurzes Zwischenspiel, sie endete mit der Übernahme durch Märklin im Jahr 1997.

## TRIX im Exportmarkt

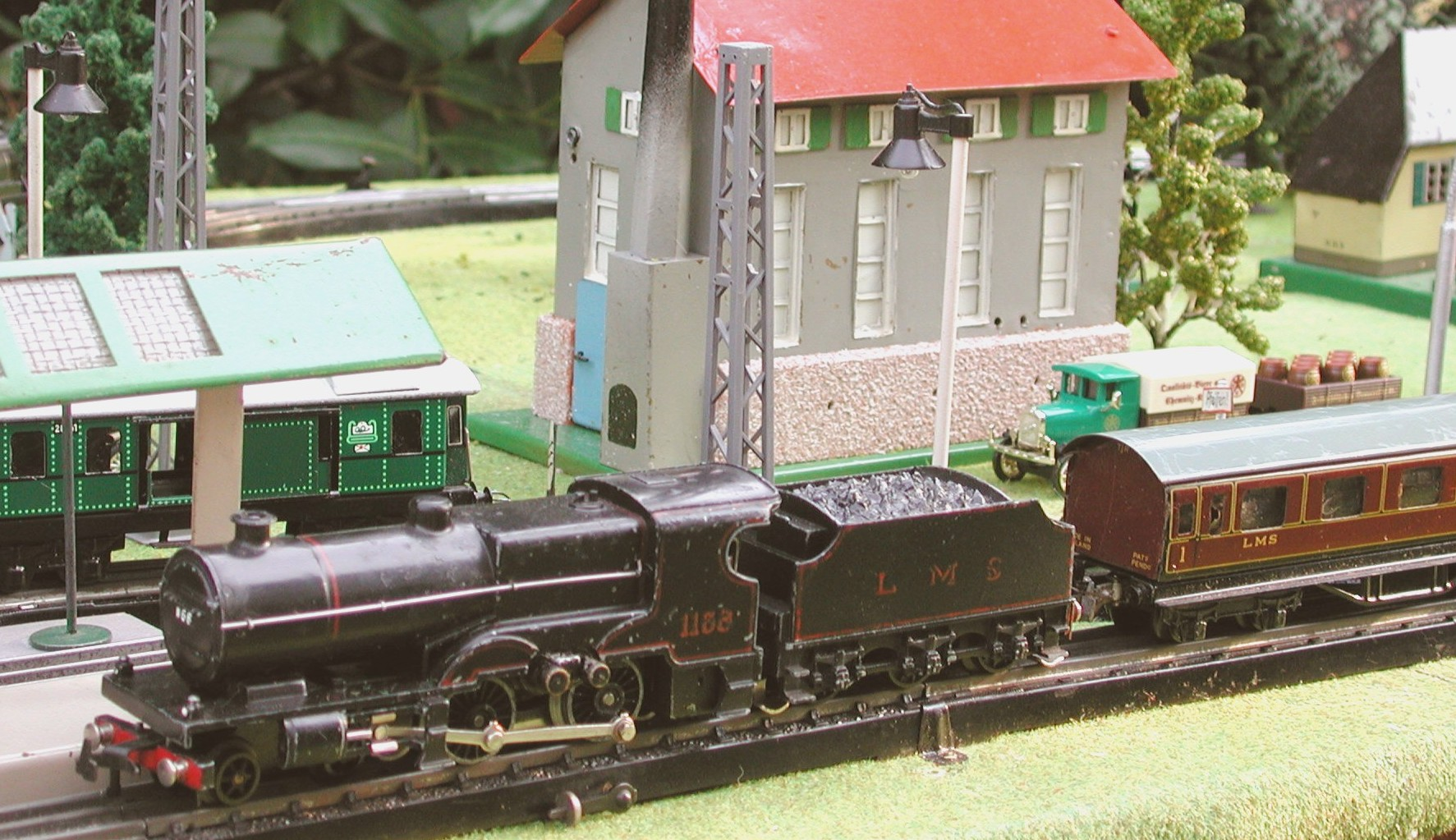
TTR-Lok Compound – weitere Infos beim Klick auf das Bild

Schon zu Beginn in den 1930er Jahren waren die TRIX-Produkte ein großer Erfolg im Ausland. Sowohl der Metallbaukasten als auch die Modellbahn waren in den europäischen Ländern sehr beliebt, besonders in Großbritannien.

### England

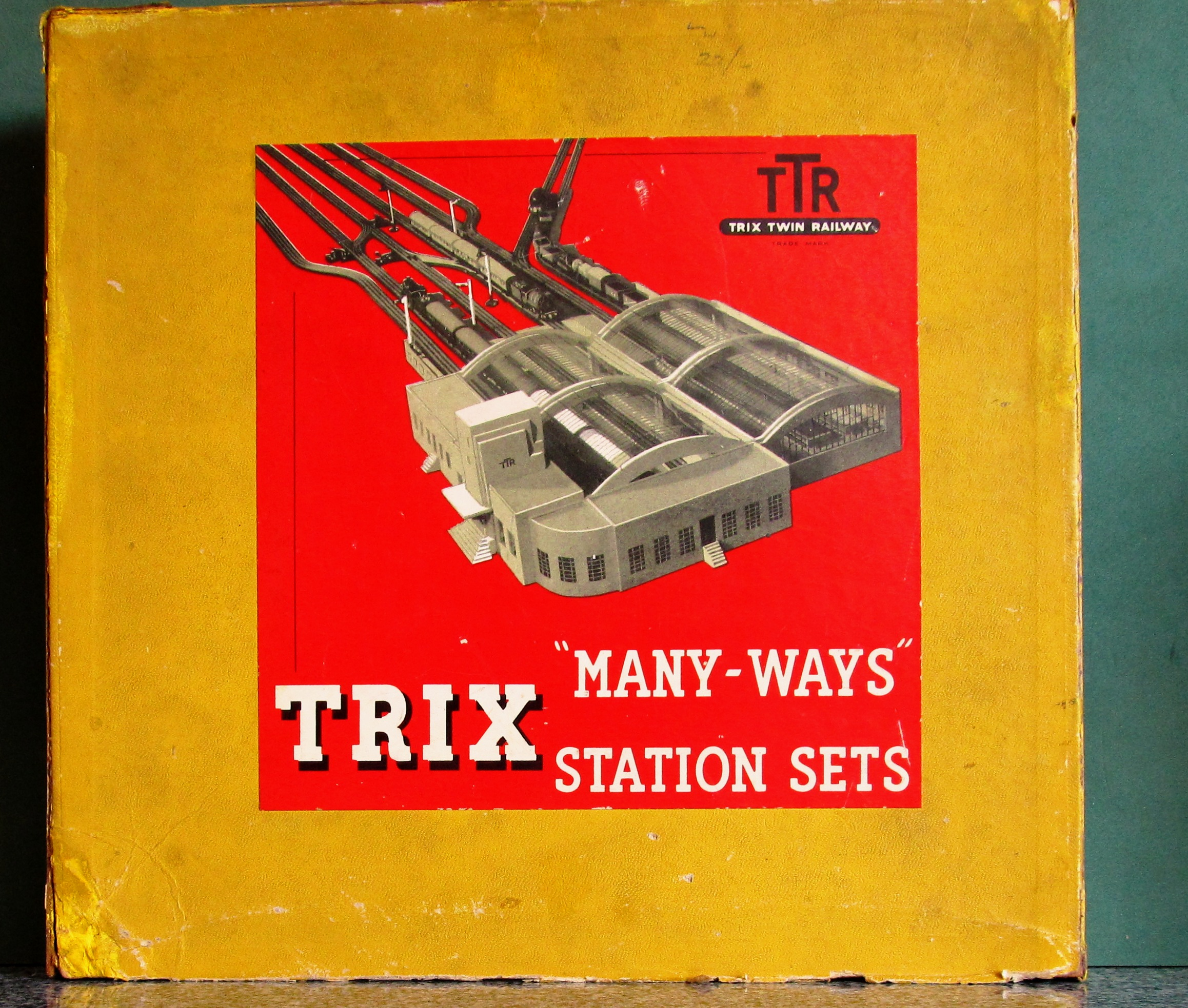
TTR Zubehör-Packung, Many-Ways Station Set No. 3004, 1950er Jahre

Unter dem Begriff TTR (Trix Twin Railway) war die TRIX-Express-Modellbahn seit Ende 1935 auch in England erhältlich. Zunächst wurden in Deutschland gefertigte Lokomotiven in England umlackiert. Seit 1936 wurden die weiterhin aus Deutschland gelieferten Lokomotivfahrwerke mit Gehäusen im englischen Stil ausgestattet. Bereits seit Anfang der 1930er Jahre existierte ein TRIX-Tochterunternehmen in England, das zunächst für den Vertrieb des Metallbaukastens zuständig war. Die englische Modellpalette wurde weiter ausgebaut, nachdem der deutsche Unternehmensgründer Stephan Bing 1938 von den Nazis aus Deutschland vertrieben worden war.
Ende der 1950er Jahre begann man mit der Fertigung von Kunststoffmodellen; das Dreileiter-System konnte sich dort immerhin noch bis 1967 halten, bis man auf das internationale Zweileiter-System umstellte. Anschließend wechselte das Unternehmen mehrmals den Besitzer und firmierte zeitweise auch als Trix Trains und British Trix. Das Erbe von TTR trat in den 1970er Jahren dann das britische Tochterunternehmen von Liliput an.
Noch heute haben TRIX-Modelleisenbahnen einen großen britischen Sammlerkreis. Dieser ist nicht nur auf die britischen Inseln beschränkt, sondern reicht bis nach Australien und Neuseeland. Ähnlich wie in Deutschland veranstaltet man auch in England spezialisierte Modellbahnbörsen, auf denen nur Produkte von TRIX angeboten werden.

### USA
Vor dem Zweiten Weltkrieg wurden die Modellbahnen von TRIX Express und Trix Twin von dem bekannten Spielwarenhändler F.A.O. Schwarz nach New York importiert und in eigenen Katalogen beworben. Dabei wurden auch besondere Modelle für den amerikanischen Markt angeboten. Hierzu gehört z. B. eine amerikanisierte Variante der TRIX-Express-Pazifik-Schnellzuglok 20/57 ohne Windleitbleche, mit schwarzen Rädern und mit einer weißen Zierlinie, die heute sehr selten ist und auf Auktionen sehr hohe Preise erzielt.
In den USA war und ist bis heute vor allem Minitrix ein großer Erfolg, ein reichhaltiges Produktangebot an amerikanischen Modellen steht zur Verfügung.

### Frankreich
In Frankreich wurde 1938 ein heute ebenfalls sehr seltener TRIX-Zug von einem Partnerunternehmen gebaut. Auf dem Antriebsgestell der deutschen B-Lok wurde eine braun lackierte 2' B-Lok nach dem Vorbild der französischen Nord-Lok gebaut. Passend hierzu gab es grüne vierachsige Schnellzugwagen mit Gussgehäuse auf dem Fahrgestell der TTR-Schnellzugwagen. Derselbe Hersteller stellte für diese Fahrzeuge den ebenfalls sehr seltenen Bahnhof Clairbourg im französischen Stil her.

### Niederlande
Nach dem Krieg gab es eine dunkelblaue Farbvariante der kleinen TRIX E-Lok 20/55 für den niederländischen Markt. 

### Schweiz

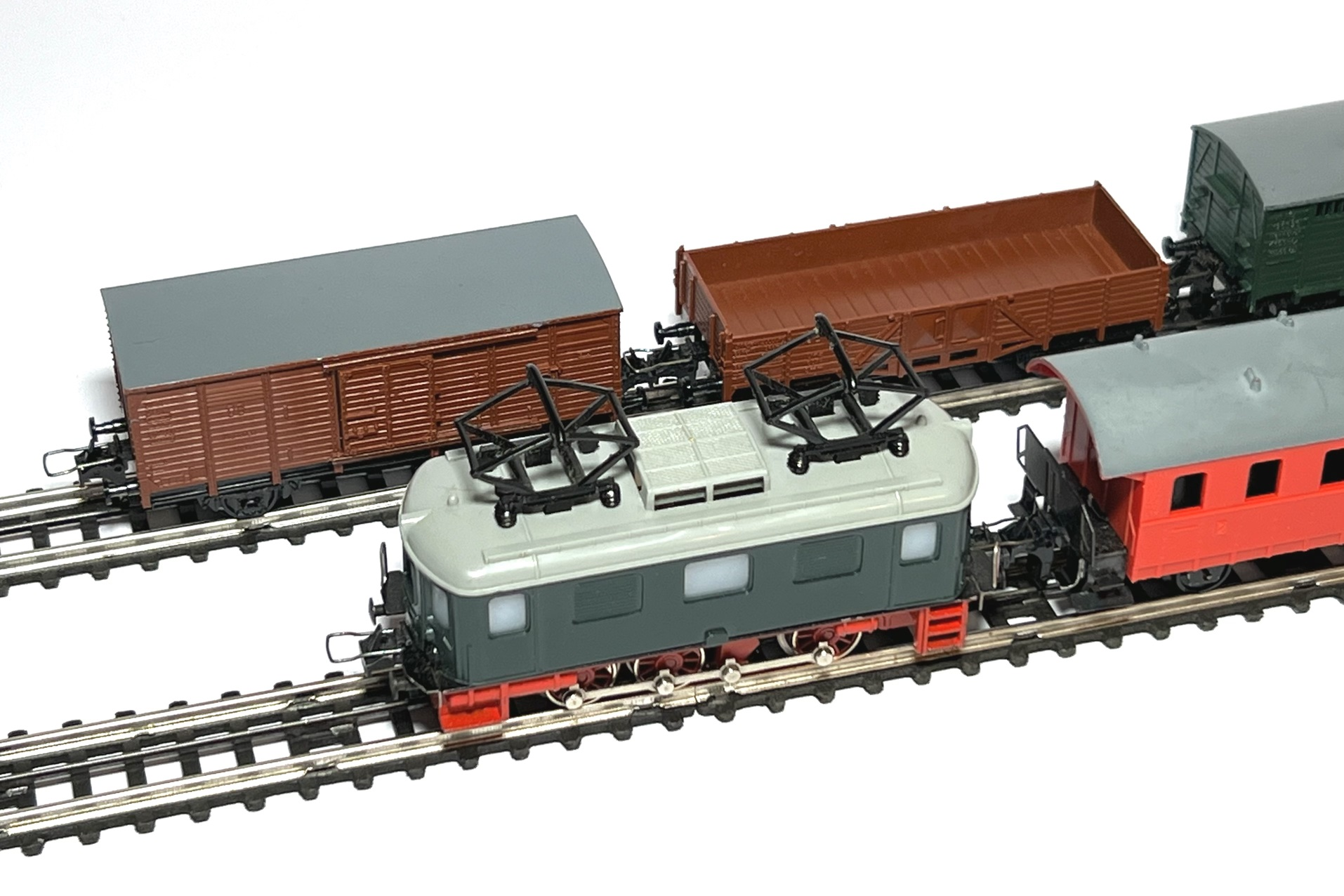
Kampf um die erste Schiene im Kinderzimmer mithilfe des Detailhandelsunternehmen Coop in der Schweiz.

In der Schweiz gab es ab Ende der 1950er Jahre und Anfang der 1960er Jahre für einige Jahre für Kunden des Detailhandelsunternehmen Coop Sammelmarken, die beim Erreichen einer bestimmten Punktzahl gegen eine TRIX Express-Zugpackung eingetauscht werden konnten. Diese Punkte konnten auch separat gekauft werden. Hierfür wurde zunächst eine grüne Gleichstromvariante der TRIX E-Lok 20/55 produziert, etwas später gab es für die Coop-Packungen eine Schweizer Elektrolok auf dem Fahrgestell der TRIX Express V 36.
Ein Beispiel zweier belegten Preise zeigt wie sich der Marktpreis für Modelleisenbahnen in den vergangenen rund zwanzig Jahren nach unten bewegt hat. Die im Jahre 2002 an einer Auktion in Basel zusammen mit einem als Rarität angebotenen Set zu Franken 669.- verkaufte BLS Stangenantrieb Lokomotive, wird in der Schweizerischen Online Auktionsplattform im Jahre 2024 alleine für rund Franken 40.- verkauft, da es gleich mehrere Angebote gibt.